# المتحف الوطني (سلطنة عمان)
يعد المتحف الوطني الصرح الثقافي الأبرز في سلطنة عُمان، والمخصص لإبراز مكونات التراث الثقافي لعُمان، منذ ظهور الأثر البشري في شبه الجزيرة العُمانية قبل نحو الملايين الاعوام، وإلى يومنا الحاضر؛ والذي نستشرف من خلاله مستقبلنا الواعد.
وقد أنشأ المتحف الوطني بموجب المرسوم السلطاني رقم (2013/62)، الصادر بتاريخ (16 من محرم سنة 1435هـ)، الموافق (20 من نوفمبر سنة 2013م)؛ وبذلك أصبحت له الشخصية الاعتبارية؛ بما يتوافق، والتجارب، والمعايير العالمية المتعارف عليها في تصنيف المتاحف العريقة.
ويهدف المتحف إلى تحقيق رسالته التعليمية، والثقافية، والإنسانية، من خلال ترسيخ القيم العُمانية النبيلة، وتفعيل الانتماء، والارتقاء بالوعي العام لدى المواطن، والمقيم، والزائر، من أجل عُمان، وتاريخها، وتراثها، وثقافتها، ومن خلال تنمية قدراتهم الإبداعية، والفكرية، ولاسيما في مجالات الحفاظ على الشواهد، والمقتنيات، وإبراز الأبعاد الحضارية لعُمان؛ وذلك بتوظيف واعتماد أفضل الممارسات والمعايير المتبعة في مجالات العلوم المتحفية، وبتقديم الرؤية، والقيادة للصناعة المتحفية بالسلطنة.
ويتجسد ذلك كله في:
- أولًا: توزع تجربة العرض المتحفي على (14) قاعة، تتضمن أكثر من (5500) من اللقى المميزة، والمنتقاة بعناية، و (43) منظومة عرض تفاعلي رقمية.
- ثانيًا: يعتبر أول متحف بالسلطنة يتضمن مركزًا للتعلم، مجهزًا وفق أعلى المقاييس الدولية.
- ثالثًا: يعتبر أول متحف بالسلطنة يتضمن مرافق للحفظ والصون الوقائي، ومختبرات مجهزة تجهيزًا كاملًا.
- رابعًا: يعتبر أول متحف بالسلطنة يتضمن قاعة عرض صوتية ومرئية؛ بتقنية (UHD).
- خامسًا: هو أول متحف بالشرق الأوسط يوظف منظومة «برايل» باللغة العربية.
- سادسًا: هو أول متحف بالشرق الأوسط يوظف منظومة المخازن المفتوحة.

## مجلس أمناء المتحف الوطني
• معالي سالم بن محمد المحروقي وزير التراث والثقافة، رئيسًا لمجلس الأمناء.
• صاحبة السموالسيدة الدكتورة منى بنت فهد بن محمود آل سعيد، مساعدة رئيس جامعة السلطان قابوس للتعاون الدولي، نائبة للرئيس.
• سعادة السيد سعيد بن سلطان البوسعيدي، وكيل وزارة الثقافة والرياضة والشباب للثقافة، عضوًا.
• سعادة الدكتورعبدالله بن خميس أمبوسعيدي، وكيل وزارة التربية والتعليم للتعليم، عضوًا.
• سعادة السفيرالشيخ حميد بن علي المعني، رئيس دائرة الشؤون العالمية بوزارة الخارجية، عضوًا.
• الدكتور منير بن بوشناقي، مدير المركز الإقليمي العربي للتراث العالمي والمستشار الخاص لمدير عام منظمة اليونسكو، عضوًا.
• البروفيسور الدكتور ميخائيل بيتروفسكي، مدير عام متحف الإرميتاج في روسيا الاتحادية، عضوًا.

## المتحف الوطني (سلطنة عُمان)
| المبنى والمرافق العامة                | |
| المساحة الإجمالية لقطعة الأرض         | 24000 متر مربع |
| المساحة الإجمالية للمبنى              | 13700 متر مربع |
| المساحة الإجمالية لقاعات العرض الثابت | 4000 متر مربع |
| عدد القاعات                           | 14 |
| مسمى القاعات                          | قاعة الأرض والإنسان قاعة التاريخ البحري قاعة السلاح قاعة المنجز الحضاري قاعة الأفلاج قاعة العملات قاعة الحقب الزمنية قاعة بات والخطم والعين قاعة أرض اللبان قاعة ما قبل التأريخ والعصور القديمة قاعة عظمة الإسلام قاعة عُمان والعالم قاعة عصر النهضة قاعة التراث غير المادي |
| مرافق أخرى                            | مركز التعلم مرافق الحفظ والصون قاعة المعارض المؤقتة قاعة المقتنيات (المخزن المفتوح) مقهى ومطعم محل الهدايا |

## قاعات المتحف الوطني

### قاعة الأرض والإنسان

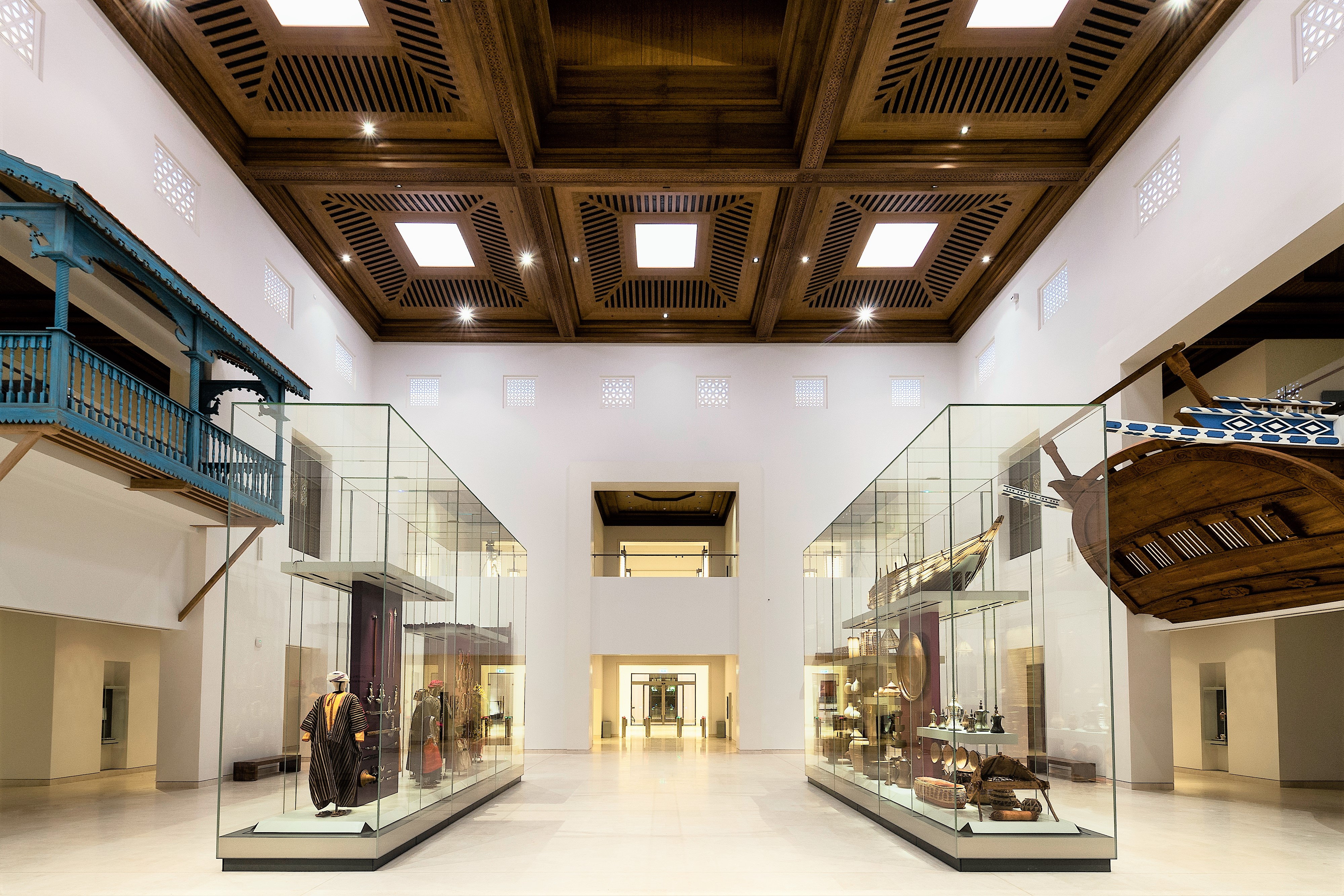
قاعة الأرض والإنسان

تعرض هذه القاعة المخصصة لأرض عُمان وشعبها؛ كيف أن جغرافية الأمكنة، والموارد المتوفرة قد شكلت العديد من الثقافات؛ وذلك على المستويين المحلي والوطني على حد سواء.وتركز هذه القاعة أيضًا على أهمية الموارد المائية في عُمان، وما تفرضه حياة الصحراء على سكانها، إضافة إلى ثراء الواحات، وعزلة الجبال، وكذلك توضح التعددية الثقافية في المناطق الساحلية.
إن المسار من الحاجة إلى الفن موضح هنا؛ وذلك من خلال عرض الأزياء التقليدية والحلي، وكذلك الأسلحة المستخدمة في المناسبات الرسمية، وغيرها من الصناعات الحرفية؛ والتي تلبي الحاجات الأساسية للبقاء، إضافة إلى كونها من الأولويات الفردية والجماعية، والتي تعكس مظاهر الزينة، والهوية، والتعابير الدينية.

### قاعة التاريخ البحري

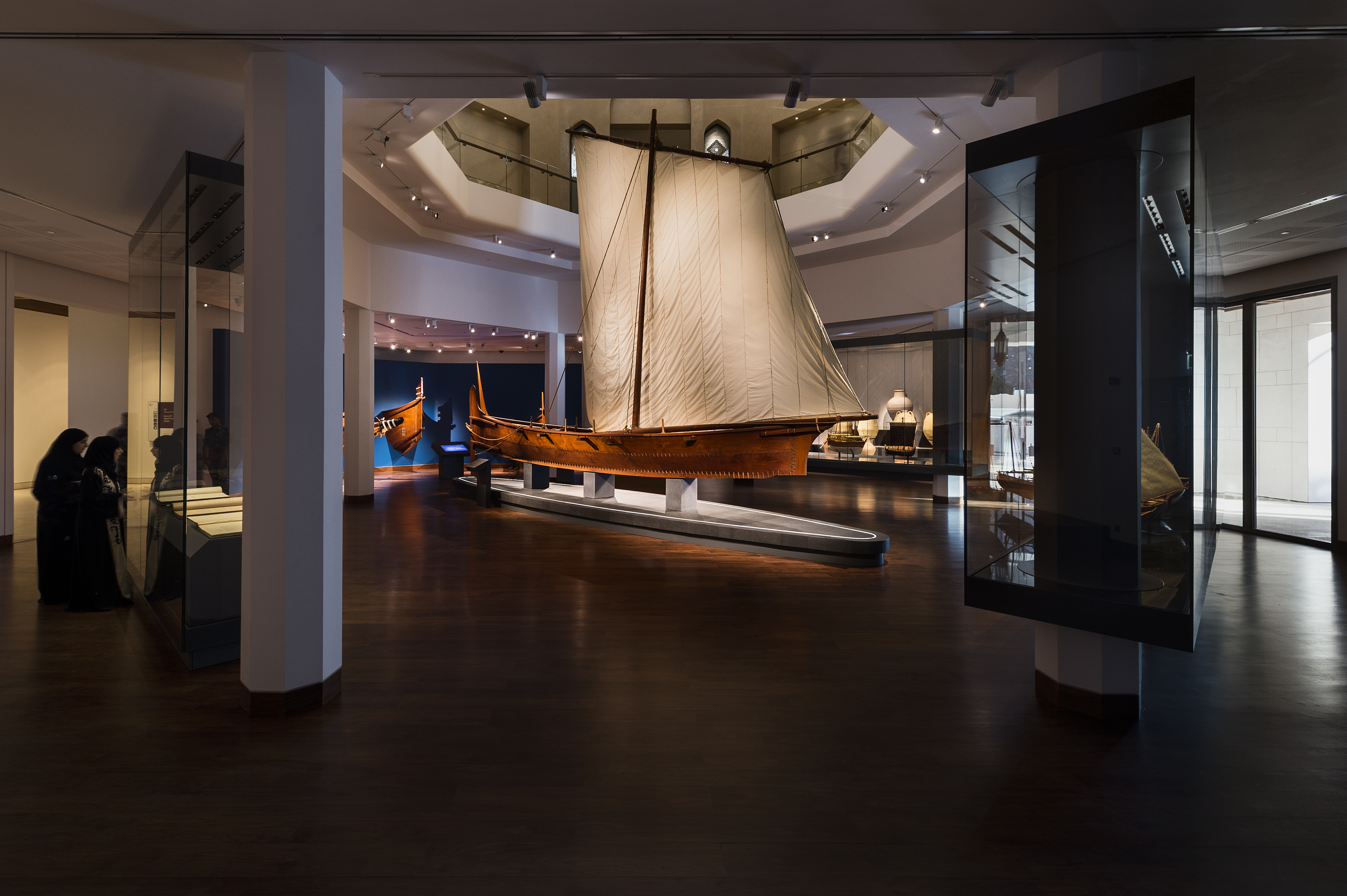
قاعة التاريخ البحري

لعُمان علاقة وطيدة بالبحر، فمع سواحلها المترامية الأطراف، يبقى التاريخ العُماني تاريخًا بحريًا بامتياز؛ إذ أبحر الصيادون لقرون مضت على طول هذه السواحل بحثا عن لقمة العيش، وارتحل التجار العُمانيون حاملين بضائعهم عبر البحار والمحيطات، منذ الألفية الثالثة قبل الميلاد.وفي العصر الإسلامي كان العُمانيون جزءًا من شبكة تجارية واسعة النطاق، تمتد من الصين إلى شرق أفريقيا، مشكلة بذلك أطول طريق تجاري معروف في ذلك الوقت، وخلال القرون الأربعة الأخيرة ساهم العُمانيون في تأسيس إمبراطوريتين بحريتين، ربطتا عُمان بالخليج العربي، وساحل مكران، وشرق أفريقيا.
لقد أدى هذا النشاط في خلق ثقافة بحرية لعُمان، فما إن ارتاد العُماني البحر حتى أصبح نابغًا في الملاحة، وكاتبًا لأفضل الأدبيات في علم الملاحة البحرية، وصانعا لأنواع شتى من المراكب؛ مستخدما ما توفر بين يديه من مواد، وأدوات.
واليوم تواصل عُمان علاقتها بالبحر؛ متمثلة في أسطولها العصري، وموانئها المزدهرة، وكذلك في إحياء موروثها البحري القديم؛ حتى أصبحت في طليعة دول المنطقة في هذه المضمار، فالسفن والمراكب التقليدية ما هي إلا رمز من رموز علاقة عُمان ببقية العالم.

### قاعة السلاح

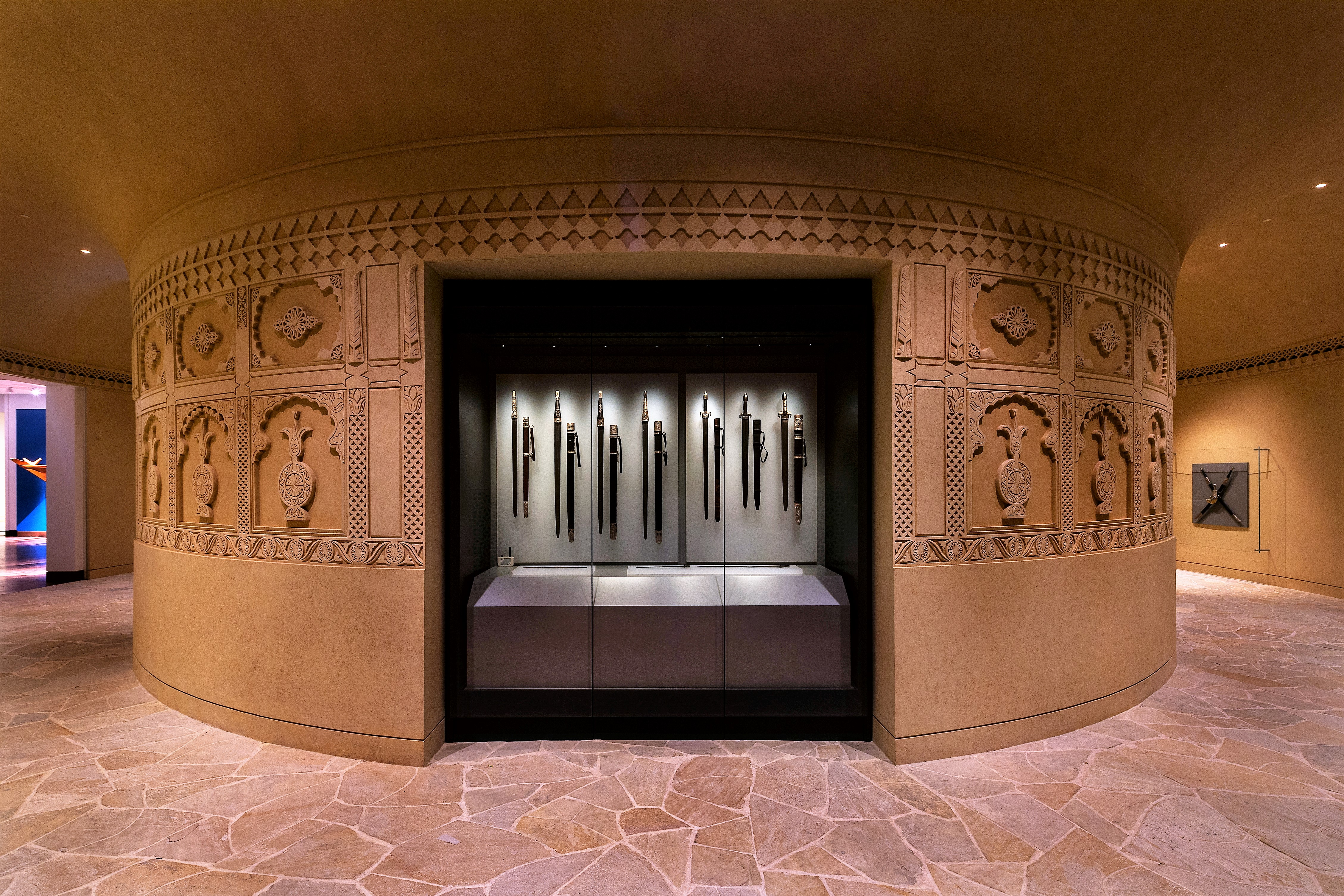
قاعة السلاح

تتناول قاعة السلاح هذه الأبعاد الحضارية والثقافية للسلاح التقليدي في عُمان، منذ عصور ما قبل التأريخ، وحتى بدايات القرن (14هـ/20م)، وكذلك تستعرض تطور تقنيات تصنيعها؛ نتيجة الاحتكاك بالعالم الخارجي.
وتنقسم القاعة إلى قسمين هما: قسم الأسلحة التقليدية، ويتضمن السيوف، والكتارات، والرماح، والفؤوس، والسهام، والخناجر العُمانية، أما القسم الثاني؛ فهو عن الأسلحة النارية بكافة أنواعها.
ولقد تم تصميم هذه القاعة بما يتناسب والسياق الموضوعي للمعروضات؛ إذ إنها مستوحاة من أحد برجي حصن الحزم في محافظة جنوب الباطنة، الذي أنشئ في القرن (11هـ/17م)؛ وذلك في عهد دولة أئمة اليعاربة، حيث يتزامن بناؤه مع قيام الإمبراطورية العُمانية الأولى.

### قاعة المنجز الحضاري

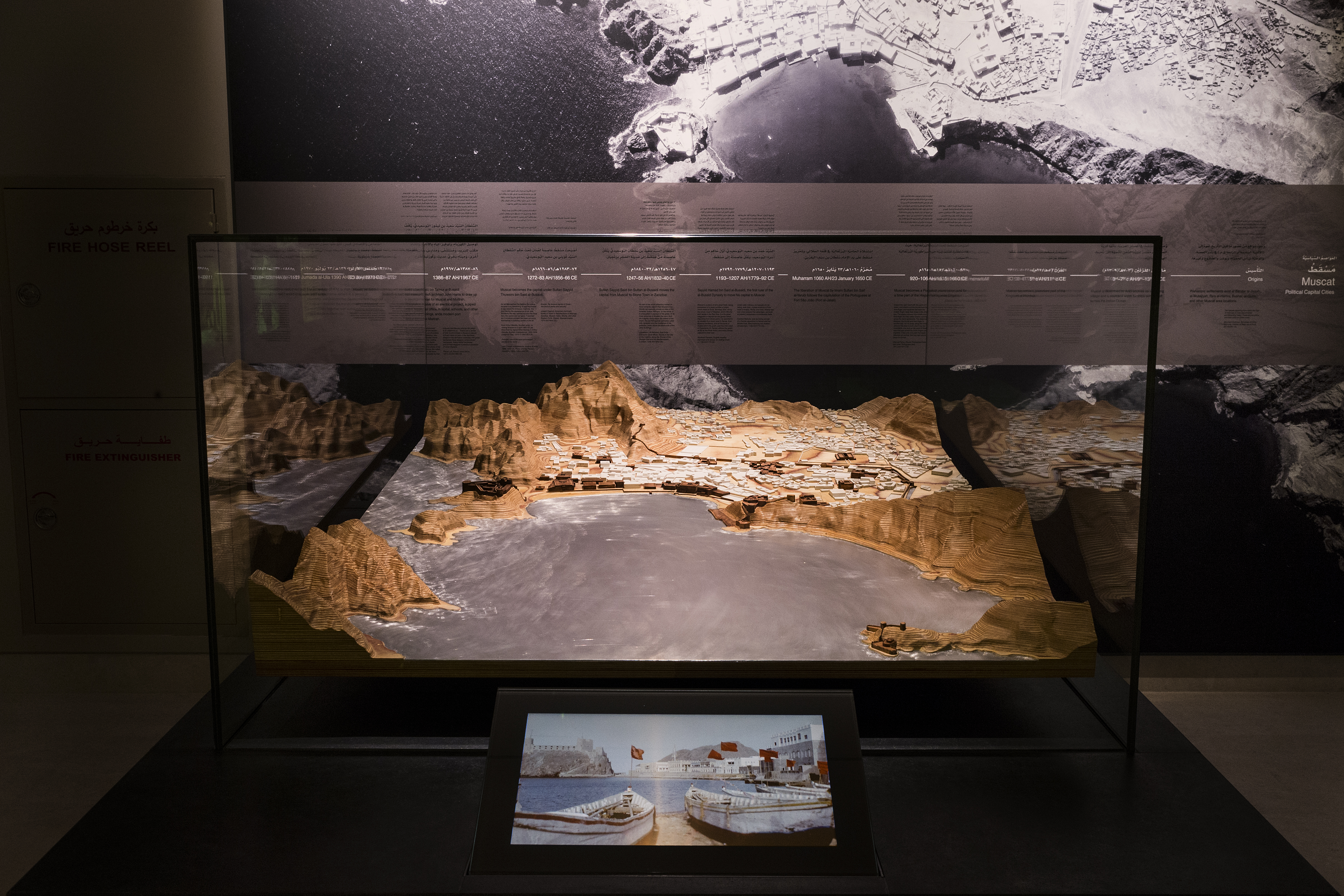
قاعة المنجز الحضاري

تسلط قاعة المنجز الحضاري الضوء على جوانب من التراث المعماري المحلي، منذ الألف الثالث قبل الميلاد (حضارة ماجان)، وحتى الوقت الحاضر؛ أي ما يشمل مسيرة خمسة آلاف عام، ويمكن تعريف التراث المعماري؛ بأنه يتضمن المعالم الأثرية، والمباني، والمواقع التي تتميز بأهميتها التاريخية، أو الأثرية، أو الفنية، أو العلمية، أوالاجتماعية، أو الهندسية.
وتحتوي قاعة المنجز الحضاري على ستة أقسام؛ القسم الأول؛ ويتناول موقع قلعة بهلاء وواحتها؛ وهو أول موقع في عُمان تدرجه منظمة (اليونسكو) ضمن قائمة التراث العالمي، وذلك في عام (07–1408هـ/1987م)، أما القسم الثاني فيصف أهم العواصم السياسية التاريخية، مثل: صحار، والرستاق، ونزوى، ومسقط، أما القسم الثالث فهو يتناول عددًا من القلاع والحصون العُمانية المتميزة بأنماطها المعمارية، وخصوصيتها التاريخية، والقسم الرابع يتناول القصور الريفية، والبيوت المحصنة، أما القسم الخامس؛ فيوضح أنماط البيوت السكنية التقليدية في محافظات السلطنة، والقسم السادس والأخير فإنه يتناول الأبعاد الجمالية للعمارة التقليدية في عُمان.

### قاعة الأفلاج

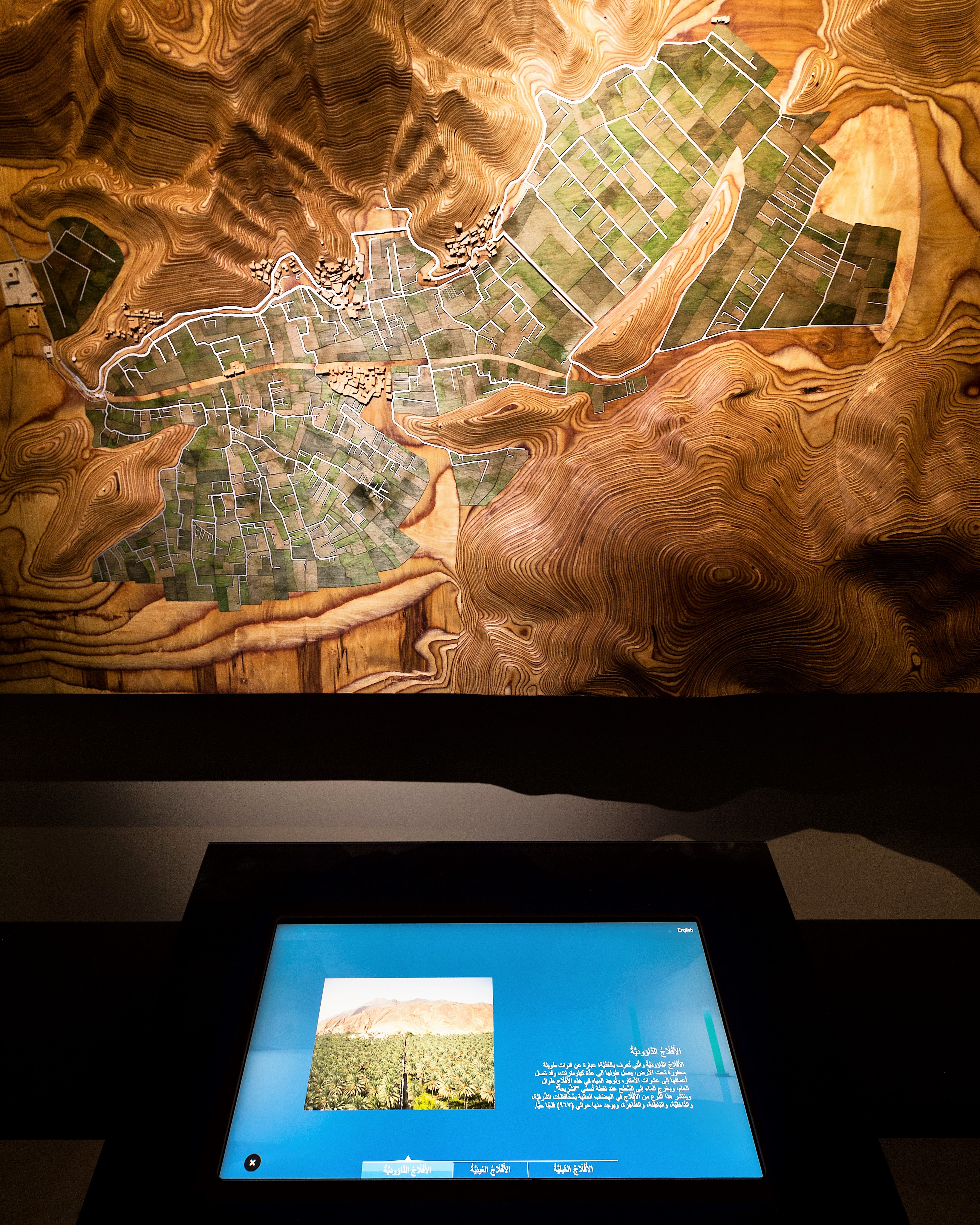
قاعة الأفلاج

تتناول هذه القاعة منظومة الأفلاج العُمانية؛ إذ ما يزال يوجد حوالي (3.000) فلج حي قيد الاستعمال في ربوع السلطنة، ويستخدم هذا النظام الجاذبية الأرضية لتسيير المياه في قنوات من مصادرها الثمينة تحت الأرض، أو على سطحها، وذلك لمسافات طويلة غالبًا، وتحمل مثل هذه القنوات المياه الجوفية أو مياه العيون، أو المياه السطحية؛ لاستخدامها في الزراعة، والصناعة، أو للاستعمالات اليومية الأخرى.
تعود منظومة الأفلاج في عُمان إلى حوالي القرن السادس الميلادي، وتشير الاكتشافات الأثرية الحديثة إلى أن منظومة الري كانت تستخدم في شمال عُمان منذ العصر البرونزي (3,100–2,000ق.م.)، وما تزال الأفلاج إلى يومنا تقسم حصص مياهها بشكل عادل في المدن والقرى؛ وذلك عن طريق الأعراف، والسنن، وفقه الأفلاج.
وفي عام (1427هـ/2006م)، أدرجت خمسة أفلاج عُمانية في قائمة التراث العالمي لمنظمة (اليونسكو)؛ اعترافًا بقيمتها الثقافية الاستثنائية، وهذه الأفلاج هي: دارس، والخطمين، والملكي، في محافظة الداخلية، وفلج الميسر في محافظة جنوب الباطنة، وفلج الجيلة في محافظة جنوب الشرقية.

### قاعة العملات

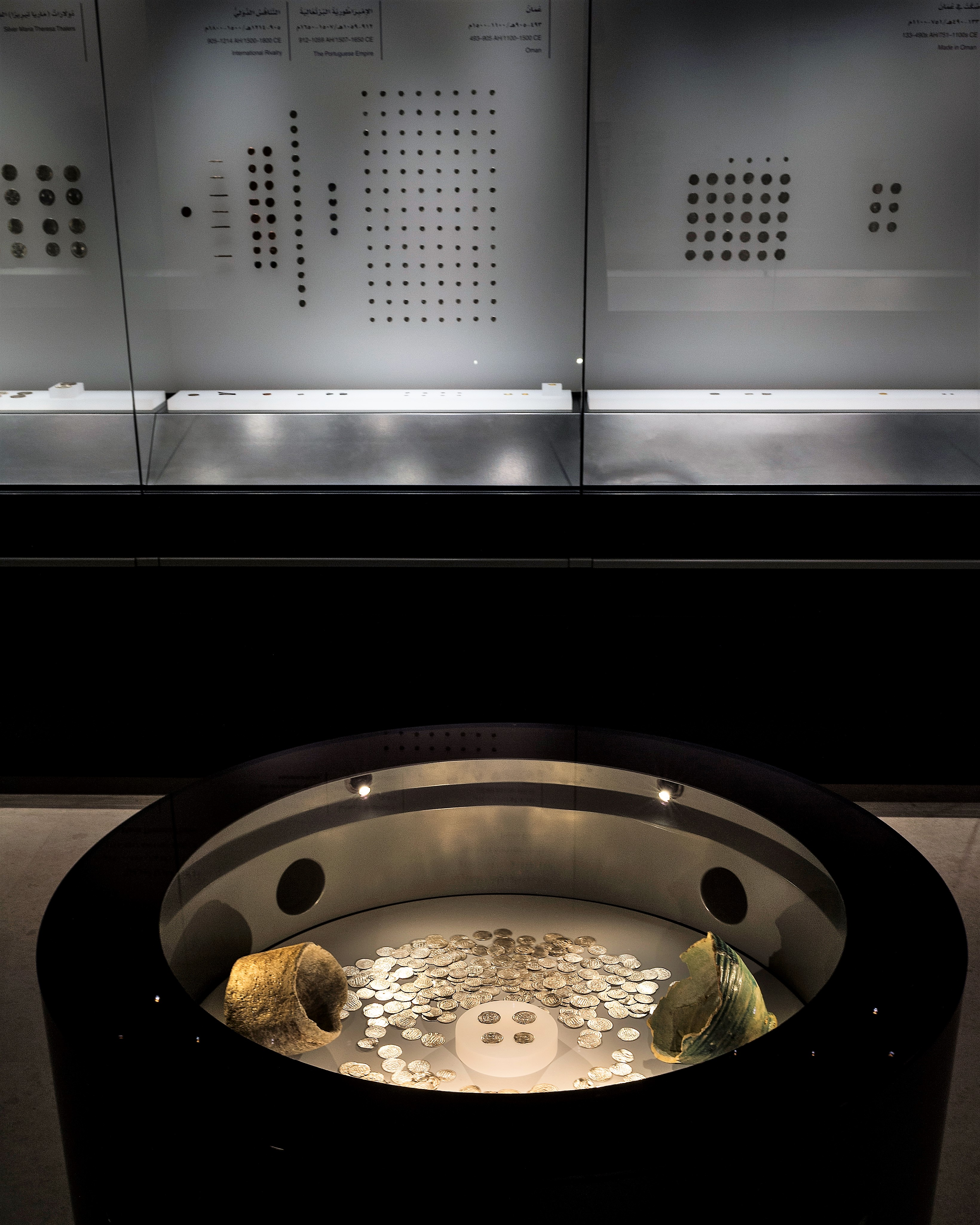
قاعة العملات

يمتد تاريخ النقود في عُمان قرابة (2,300) سنةـ حيث تم صك، وطباعة معظم العملات المعروضة في هذه القاعة في الخارج، ووجدت طريقها إلى عُمان من خلال التبادل التجاري، كما أن العديد منها شكل جزءًا من كنوز كانت مخبأة منذ مئات السنين، ولم يستردها أصحابها أبدًا.
لقد كان المقدونيون أول من أدخل النقود المعدنية إلى إقليم عُمان في القرن الرابع قبل الميلاد، ولقد صكت أقدم تلك النقود في عُمان خلال العصر الحديدي المتأخر، وذلك قبل الإسلام، بينما تعود أحدث المعروضات إلى عصر المعاملات الرقمية، مما يطرح تساؤلات حول مستقبل النقود العينية.
إن النظر إلى تاريخ النقود في عُمان منذ ظهور أول النقود المعدنية، وصولًا إلى أحدث التقنيات المصرفية الرقمية، يعطي انطباعات فريدة من نوعها في فهم العلاقة المتغيرة لعُمان مع بلدان العالم، وكذلك في طبيعة تشكل الهوية الوطنية.

### قاعة الحقب الزمنية

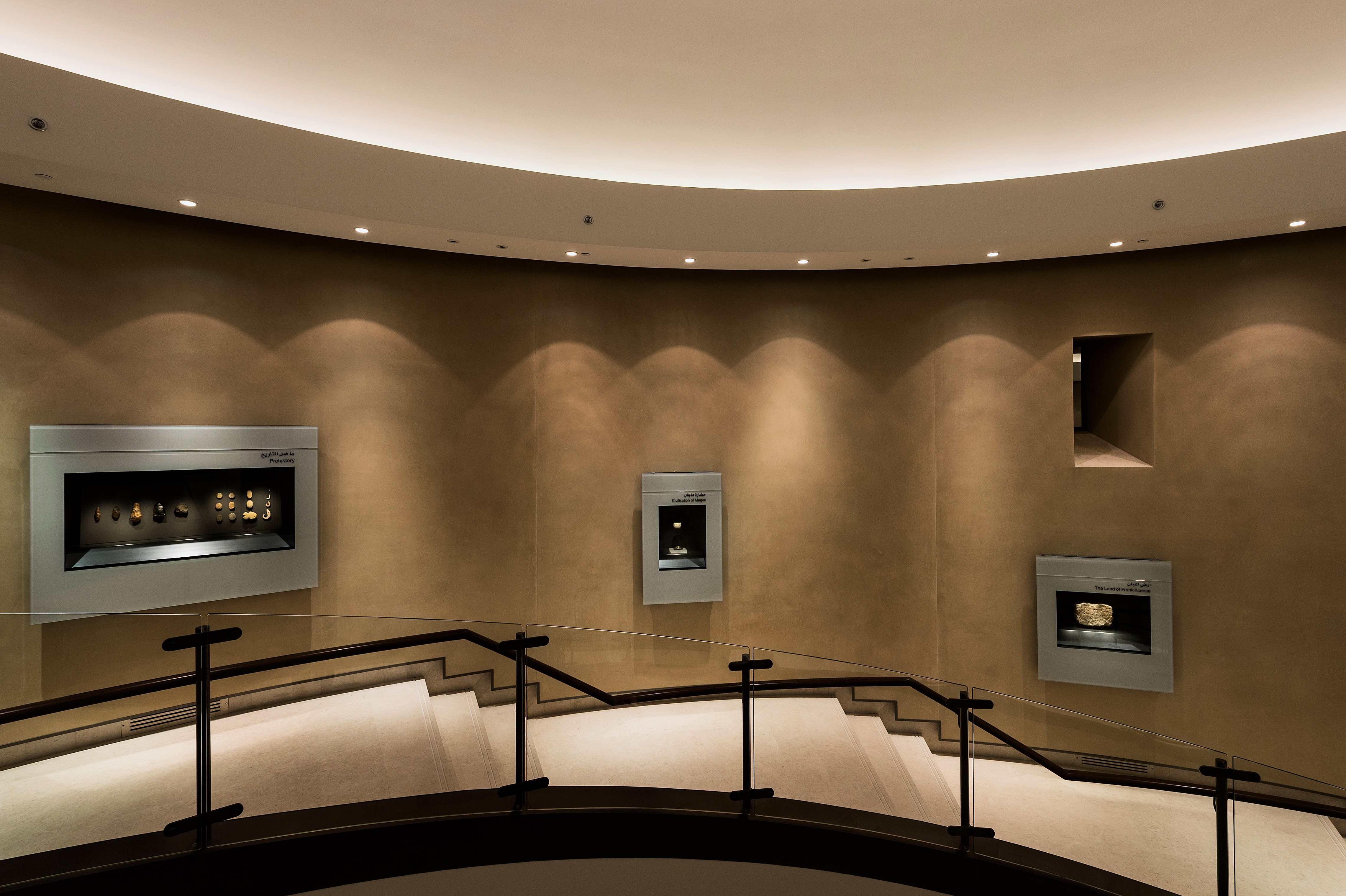
قاعة الحقب الزمنية

إن التصميم الدائري لهذه القاعة مستوحى من قلعة نزوى الشهيرة، ويتوسط القاعة مصعد زجاجي، أما حوافها فتزدان بسلم لولبي يربط بين الطابقين الأرضي والأول، وسبع صناديق عرض صممت كنوافذ تعرض لمحات عن أبرز العصور التي مرت بها  عُمان ، لتأخذ الزائر في رحلة عبر الزمان والمكان.
كما وصممت القاعة لتكون ملتقى فكريًا بين المتحف وزواره؛ إذ يتوفر ركن يطرح فيه الزوار مرئاتهم حول أبرز الأحداث التأريخية التي مرت على عُمان، بحيث توظف هذه المقترحات لتطوير قصة السرد المتحفي في هذه القاعة.

### قاعات ما قبل التأريخ والعصور القديمة

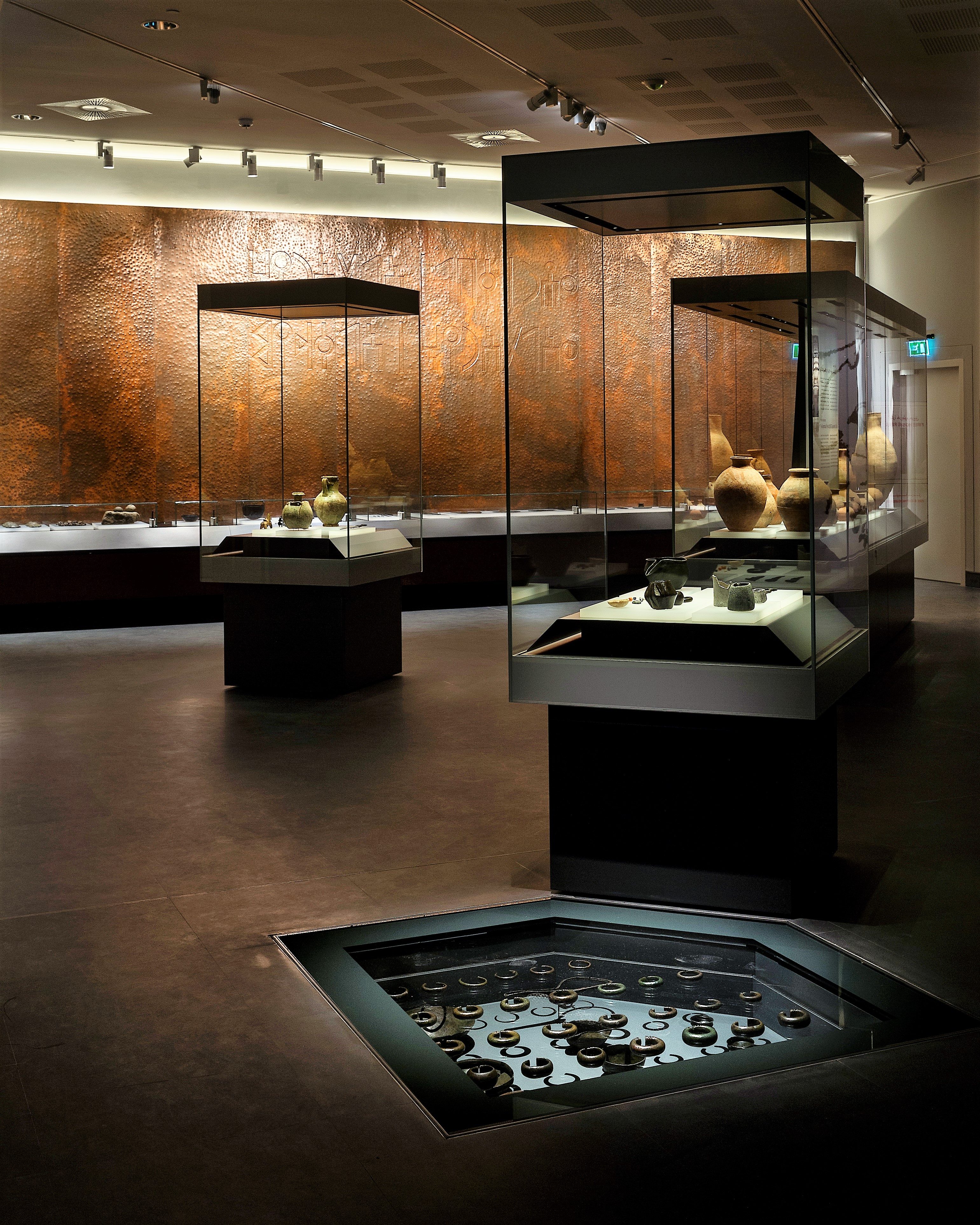
قاعات ما قبل التأريخ والعصور القديمة

تغطي اللقى في هذه القاعات مليوني عام من الإرث البشري في شبه الجزيرة العُمانية، وثلاث حقب زمنية رئيسية، هي: العصر الحجري القديم (2,000,000–3,100ق.م.)، والعصر البرونزي (3,100–1,300ق.م.)، والعصر الحديدي (1,300ق.م. –629م).
تتضمن لقى العصر الحجري أولى الدلائل على الاستيطان البشري، أما لقى العصر البرونزي فتسلط الضوء على التحول الاجتماعي، والاقتصادي الهائل خلال الألفية الرابعة قبل الميلاد، وكذلك على ظهور الحضارة الغنية بالنحاس، والمعروفة باسم «ماجان»، كما توجد لقى من سلُّوت؛ وهي معقل الاستيطان العربي، وتشتمل على مواقع من العصرين البرونزي، والحديدي، وتوفر دليلًا على وجود طوائف غامضة تقدس الثعابين، أما اللقى التي تمثل العصر الحديدي فهي كنوز أثرية، وأسلحة محارب، ومجموعة من المعثورات المرتبطة بالتعدين، وصناعة الفخار، وزينة المرأة؛ والتي تربطنا بالفترة الإسلامية.
وتحتوي القاعات أيضًا على لقى تمثل حقبة الوجود الساساني، والبارثي.

#### بات والخطم والعين

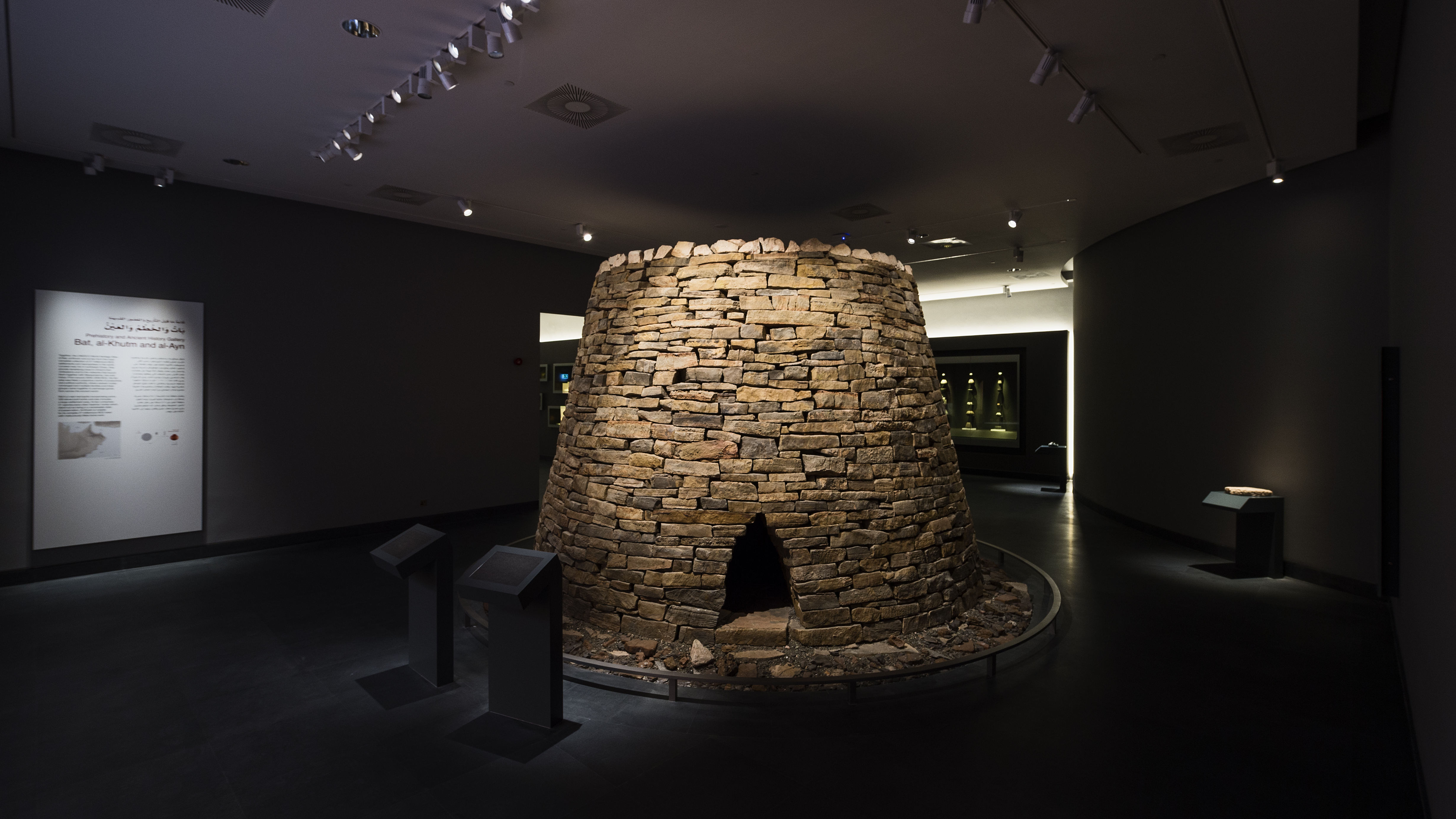
بات والخطم والعين

تشكل مواقع بات، والخطم، والعين، المدرجة في قائمة التراث العالمي لمنظمة (اليونسكو)، إحدى أكثر مستوطنات الألفية الثالثة قبل الميلاد تكاملًا على مستوى العالم، وتقع هذه المواقع قرب مدينة عبري، في شمال غرب عُمان، وتوفر أدلة مهمة عن حضارات عُمان الأولى، وعن الشبكات التي ربطتها بحضارات بلاد الرافدين، وإيران، ووادي السند، ومن المرجح أن عبري كانت منذ (3,000–2,000ق.م.) مركزًا مشهورًا للسلطة السياسية، والإنتاج؛ إذ كانت طرق القوافل متقاربة فيها، وكانت العائلات، والمجموعات القبلية تجتمع لتبادل البضائع من أنحاء العالم القديم.
وتضم منطقة بات الشاسعة (350) مدفنًا حجريًا، إضافة إلى مستوطنة سكنية كبيرة، بينما تتكون منطقة العين من (21) مدفنًا على شكل خلايا النحل، المحفوظة بشكل ممتاز، أما الخطم فتتميز ببرج حجري معقد، مبني بإتقان، ويعود إلى الألفية الثالثة قبل الميلاد.

#### أرض اللبان

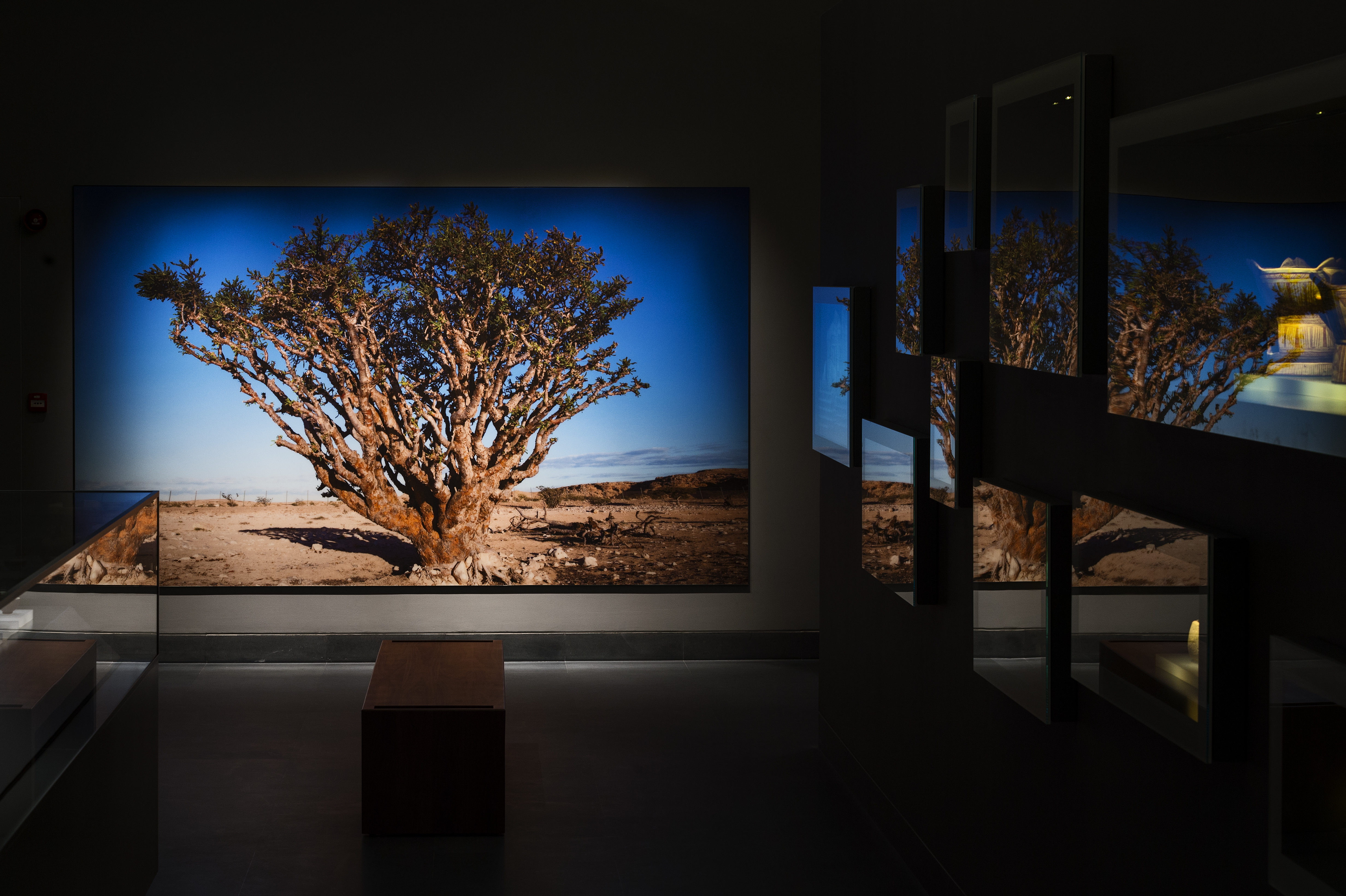
أرض اللبان

تعد ظفار إحدى الأماكن القليلة في العالم التي تنمو فيها شجرة اللبان طبيعيًا؛ وذلك بفضل الرياح الجنوبية الغربية، والتي تهب على المنطقة في فصل الصيف، من أواخر يونيو وحتى أواخر سبتمبر من كل عام، وتكون محملة بالرطوبة، والسحب المنخفضة، مشكلة بذلك جوًا مثاليًا لنمو هذه الشجرة، وكانت في إحدى الفترات لا تنمو إلا بشكل منعزل خلف جبال ظفار، في المنطقة المعروفة علميًا بظل المطر، إلا أنها اليوم تمتد من جبل سمحان؛ والذي ينتج أفضل أنواع اللبان، إلى مرتفعات الجبال الشرقية باليمن.
لقد ظهرت تجارة اللبان الدولية منذ الألفية الثالثة قبل الميلاد؛ حيث شملت كلًا من بلاد الرافدين، ووادي السند، ومصر الفرعونية، وتأكيدًا على أهمية تجارة اللبان قديما في صياغة الحضارة الإنسانية عبر التاريخ؛ فقد تم إدراج أربعة مواقع أثرية تختص بتجارته في قائمة التراث العالمي لمنظمة (اليونسكو)، وهي: مدينة البليد، ومدينة «خور روري» (سمهرم)، ومدينة شصر (أوبار)، ووادي دوكة.

### قاعة عظمة الإسلام

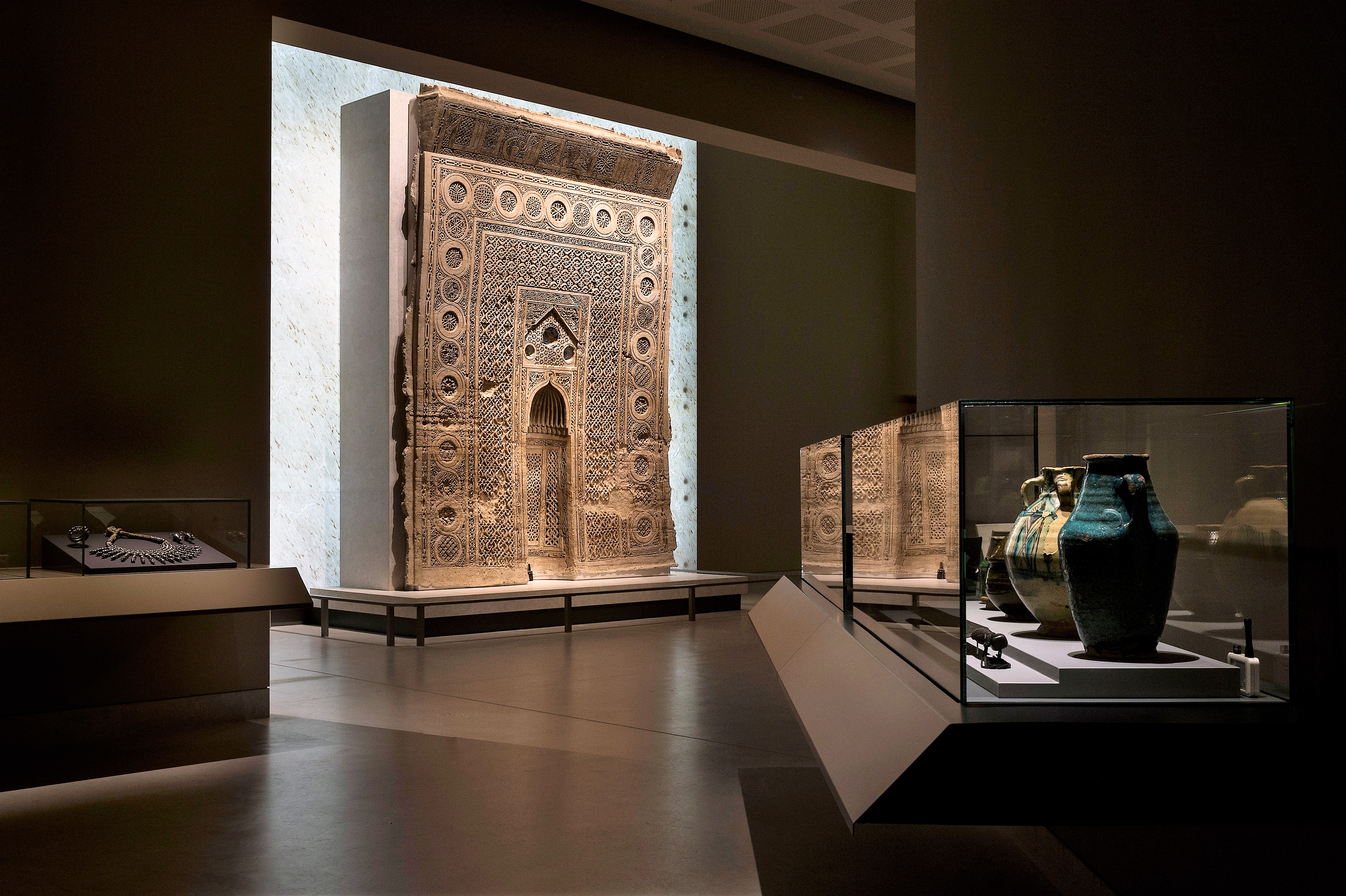
قاعة عظمة الإسلام

تسلط هذه القاعة الضوء على العلاقة الوطيدة بين عُمان والدين الإسلامي الحنيف، والتي تمتد على مدى أربعة عشر قرنًا من الزمان؛ وذلك بدء من العام (6هـ/627م)، من خلال تناول العديد من المواضيع، مثل إسلام أهل عُمان، وعرض نماذج منتقاة لمخطوطات القرآن الكريم، والإسهامات التي قدمها العلماء العُمانيون في علوم العقيدة الإسلامية، والعلوم الطبيعية وفروعها، والتي تشمل علوم الفلك، والأحياء، والكيمياء، والفيزياء، والطب، والرياضيات، وعلوم البحار، وعلوم اللغة العربية وآدابها، وذلك من خلال المخطوطات النادرة.
ويتناول قسم آخر الفنون التقليدية، وما يتصل بها من التكيف والتجديد، ويتتبع التأثير الفني وخصائصه، ومنها: الخط العربي، والزخارف الهندسية، والزخارف النباتية، وفن (الأرابيسك)، وتصوير الكائنات الحية، ويتم أيضًا تناول جماليات المساجد، وغيرها من أشكال العمارة الدينية.
وتحتوي هذه القاعة أيضًا على العديد من الموضوعات الهامة الأخرى؛ من بينها التفاهم الديني، ومكانة المرأة في الإسلام، والحج، والعمرة، والأعياد الدينية، والتقويم الهجري، وتكريم الموتى.

### قاعة عُمان والعالم

قاعة عُمان والعالم

تعود أصول الروابط الحضارية بين عُمان والحضارات الأخرى في العالم القديم إلى ما قبل (5,000) عام، حيث حافظت تلك الحضارات على تقدمها من خلال التبادل النشط للسلع التجارية، وكذلك من خلال تنقل شعوبها، وتبادل الأفكار فيما بينها؛ حيث وضعت تلك العلاقات المبكرة أسس العلاقات الاقتصادية، والسياسية، التي ازدهرت عبر آلاف السنين المتعاقبة.
ولقد تم تنسيق عناصر قاعة عُمان والعالم إلى أقسام متناسبة؛ وفق التسلسل الزمني، والموضوعي؛ حيث تتناول مجمل العلاقات التاريخية بين عُمان والدول الأخرى، منذ نشأتها، وحتى أواخر القرن (14هـ/20م)، فمن بينها معروضات تبين الحقب الزمنية المتعاقبة، والوثائق والمحفوظات ذات العلاقة، وكذلك اللقى التي تقف شاهدة على الأحداث الرئيسية، وما يتصل بها من شخصيات بارزة.
وتعرض في هذه القاعة أيضًا اللقى المهمة؛ التي تعود إلى قصر بيت العلم القديم، إضافة إلى اللقى التي تجسد مقتنيات البيت العُماني التقليدي؛ والتي تعود إلى القرنين (13–14هـ/19–20م)؛ وتبين أهمية المبادلات التجارية، وتظهر مدى انفتاح الإنسان العُماني؛ والذي تحقق من خلال تواصله المستمر مع مختلف ثقافات العالم، أما الخرائط، وكتب أدب الرحلات، والوثائق، والمحفوظات القديمة؛ فتتبع المسارات الثقافية، والعلمية، والتجارية، والعلاقات الدبلوماسية بين عُمان والدول المجاورة لها، وكذلك علاقاتها مع قارة أفريقيا، وشبه القارة الهندية، والشرق الأقصى، وأوروبا، وأمريكا الشمالية.

### قاعة عصر النهضة

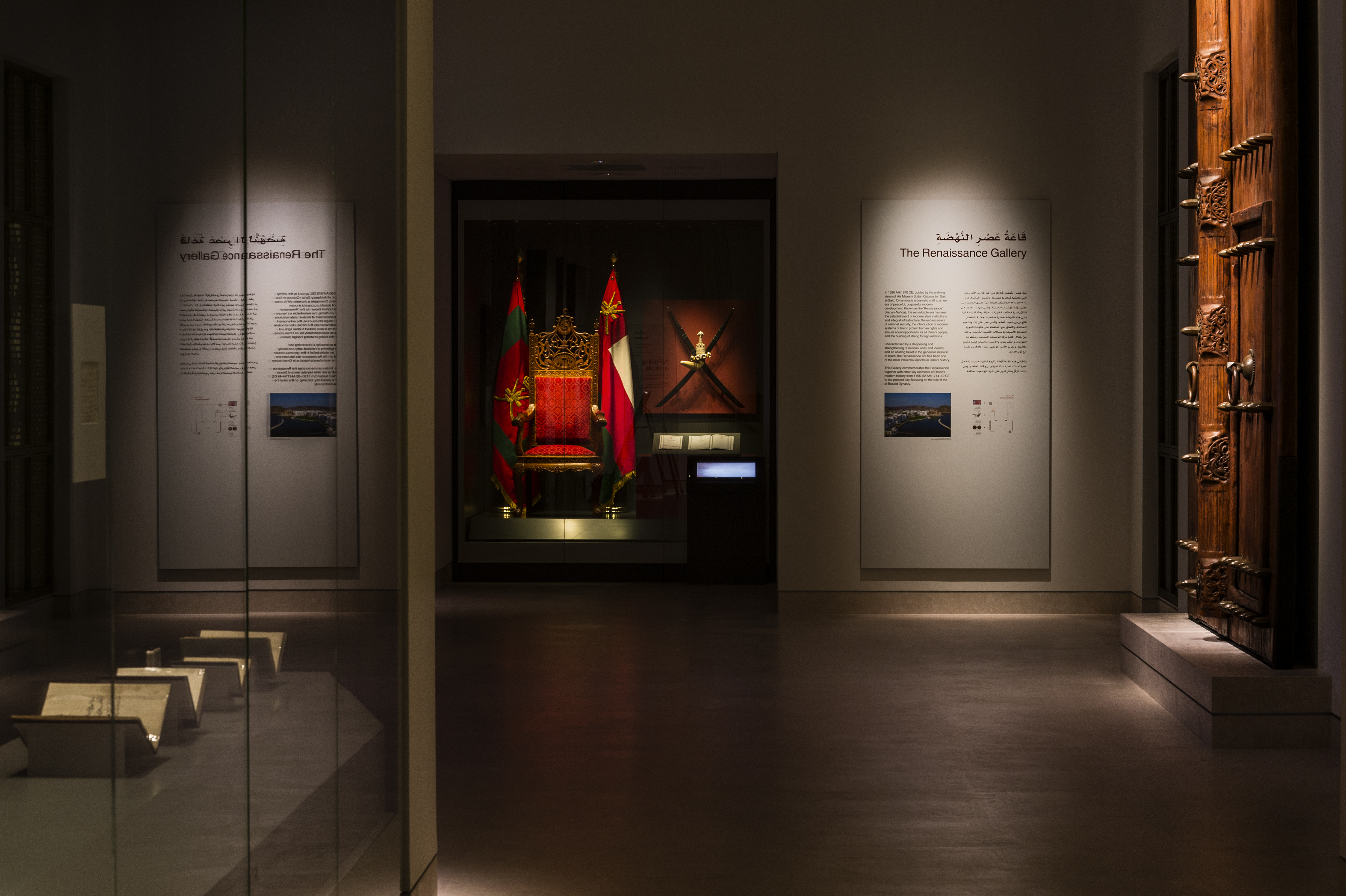
قاعة عصر النهضة

يعد عصر النهضة المباركة من أهم المراحل التاريخية التي عاشتها عُمان في عصرها الحديث؛ فبحلول عام (1390هـ/1970م) انتقلت البلاد من حقبتها الماضية إلى عصر دولة المؤسسات الحديثة، والتي شهدت العديد من التغيرات في مختلف مجريات الحياة، وفقا لما رسمه لها باني هذه النهضة قابوس بن سعيد، والذي عمل على بث، وتدعيم الحداثة، والتطور مع المحافظة على مكونات الهوية العُمانية الأصيلة في مجالات التنمية الشاملة؛ وذلك من خلال إقامة دولة المؤسسات الحديثة، ومنظومة القوانين، والتشريعات، والأسس الراسخة لبنية تحتية تكاملية، وتعزيز الأمن الوطني، وبناء علاقات وطيدة مع دول العالم.
وتحتفي هذه القاعة أيضا بتاريخ عُمان الحديث؛ بدء من عام (56–1162هـ/44–1749م)، وإلى وقتنا الحاضر، وهي بذلك تركز بشكل كبير على أسرة البوسعيد الحاكمة.

### قاعة التراث غير المادي

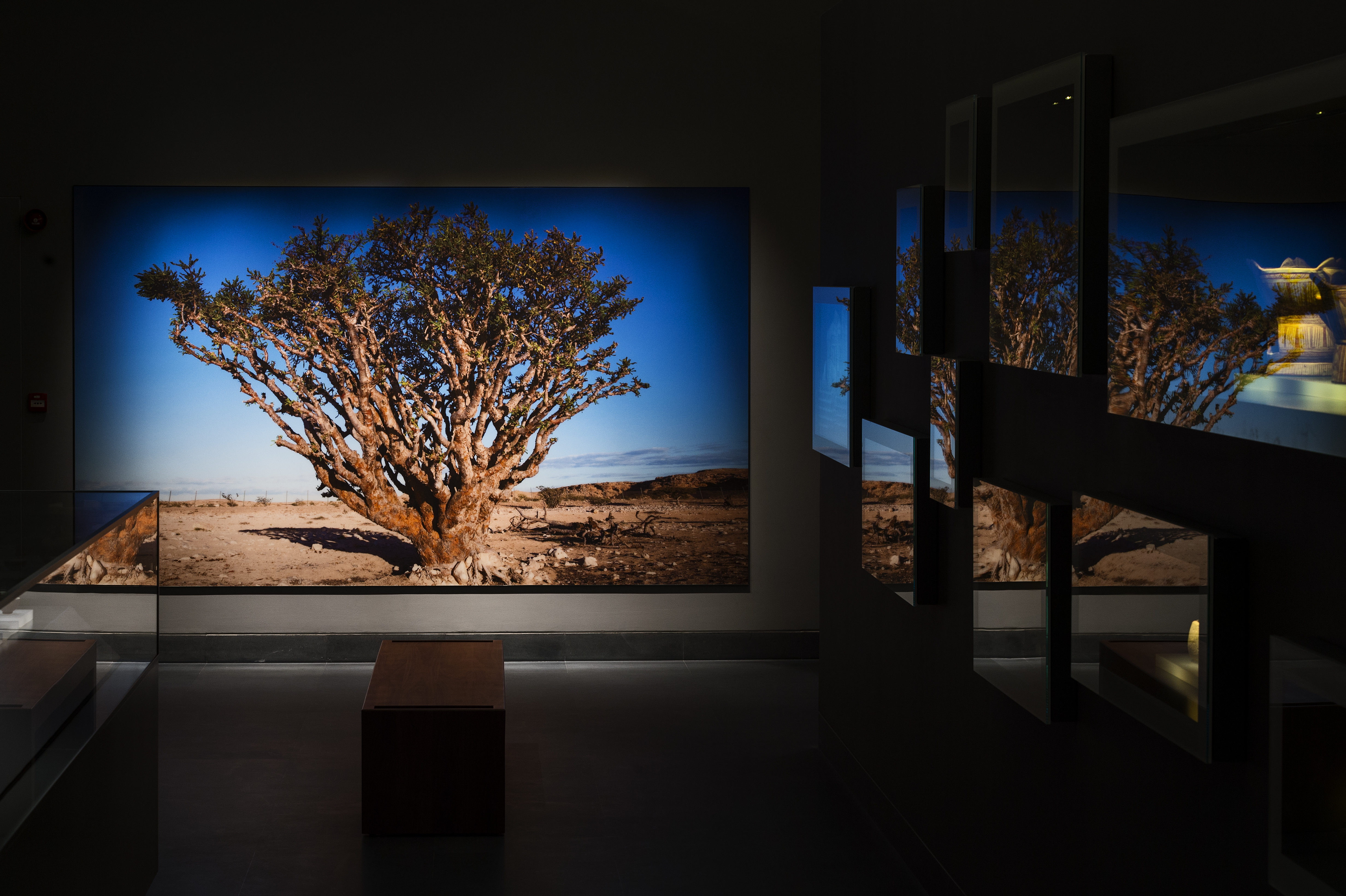
قاعة التراث غير المادي

خصص المتحف الوطني قاعة خاصة لاستعراض مفردات من التراث غير المادي في عُمان لما له من أهمية مميزة، وهذه القاعة مدعمة بتقنيات سمعية وبصرية لإيصال هذا التراث للزوار، كما توجد  فضاءات مفتوحة تسمح للشعراء ورواة القصص والموسيقيين بالتفاعل مع الزوار من خلال تقديم الأمسيات والعروض المختلفة، وفق برنامج زمني يضعه المتحف.
ومن المواضيع الأساسية التي تتناولها القاعة، رقصة البرعة؛ وهي رقصة تقليدية تشتهر بها محافظة ظفار، وتعد أول أثر من التراث غير المادي العُماني يتم تسجيله من قبل منظمة (اليونسكو)، وتتضمن المعروضات الأخرى الآلات الموسيقية التقليدية، والأنماط الموسيقية التقليدية، وموسيقى العوادين، والمطبخ العُماني، ومكانة الإبل والخيل في عُمان.

## مركز التعلم
يعتبر المتحف الوطني المؤسسة الثقافية والمتحفية الرائدة في السلطنة، والمكرسة للحفاظ على مكنونات التراث الثقافي العُماني، بما تشمله من مقتنيات مادية ومعنوية، والتي تبرز في مجملها تاريخ، وثقافة، وفنون عُمان بكافة تجلياتها، بدءًا من حقب ما قبل التأريخ وحتى يومنا الراهن، حيث أن عملية حفظ هذا الإرث التراثي والثقافي، وتطويره تعتبر من صميم المسؤوليات المنوط بها المتحف الوطني في المستقبل.
وبالتالي، فإن مركز التعلم بالمتحف الوطني، ومن خلال مختلف البرامج التعليمية التي يقدمها يقوم بتكريس جهوده لدعم هذه المهمة النبيلة، من خلال رفع مستوى الوعي العام حول أهمية التراث الثقافي العُماني، بما يخلق المزيد من الاهتمام - لدى كافة فئات الزوار- بتاريخ عُمان العريق.
أهداف مركز التعلم بالمتحف الوطني:
• تولي زمام قيادة القطاع المتحفي بالسلطنة في ما يخص الجوانب التعليمية والتربية المتحفية.
• دعم المناهج الدراسية المعتمدة في السلطنة، من خلال بناء جسور بين مختلف جوانب تلك المناهج وبين الأنشطة الدراسية التي تتمحور حول مقتنيات المتحف الوطني لمختلف المستويات الدراسية.
• توفير أدوات تطوير مهنية للمعلمين، مثل ورش العمل والدورات التدريبية الخاصة التي تتناول مجموعة واسعة من المواضيع، والمواد الدراسية.
• توفير أنشطة تعليمية مخصصة للعائلات والتي تستهدف الفئات العمرية المختلفة.
• تطوير البرامج المناسبة التي من شأنها تشجيع السياح على زيادة معرفتهم بالتراث الثقافي للسلطنة.
• العمل بالتعاون مع مختلف المؤسسات البحثية على الصعيدين المحلي والدولي لدعم عملية التعليم القائمة على البحث العلمي.
• قياس مدى فعالية البرامج التعليمية التي يقدمها مركز التعلم بالمتحف من خلال اتباع وسائل التقييم المختلفة.
مركز التعلم والمرافق التابعة له:
يضم مركز التعلم في المتحف الوطني العديد من المرافق التي لا نظير لها في هذه المرحلة في المتاحف الأخرى في السلطنة، وبالتالي فهي تمثل موردًا هامًا لمختلف البرامج التعليمية وخصوصًا كونها تتمحور حول مقتنيات المتحف الوطني.
ويتميز مركز التعلم المكون من طابقين بوجود مدخل منفصل لاستقبال الزوار، وبالتالي فإنه من الممكن زيارته أثناء أو بعد أوقات الدوام الرسمي للمتحف وفقًا للبرامج المقدمة من المركز، كما يتوفر في المركز مصعد كهربائي منفصل مما يجعله مهيئًا للاستخدام من قبل الفئات ذوي الاحتياجات الخاصة. ويتكون الطابق الأرضي من مدخل مخصص للمركز، وقاعة للاستقبال، ودورات مياه، وغرفتان دراسيتان تتسع كل واحدة منهما لحوالى 20 طالبًا. أما الطابق الأول فيشمل قاعة متعددة الاستخدام يمكن استخدامها على شكل قاعة للندوات أو تقسيمها إلى قاعتين؛ لتستخدم كفصول دراسية إضافية. بالإضافة إلى قاعة المحاضرات المجاورة التي تتسع لـ 80 زائرًا.
تم تجهيز المركز تجهيزًا كاملًا بكل ما يحتاج إليه من أجهزة إلكترونية تشمل شاشات للعرض، وأجهزة كمبيوتر مزودة ببرنامج (إبصار) ليتم استخدامها من قبل ذوي الإعاقة البصرية، كما أن الغرف الدراسية مزودة بمرافق خاصة بالأنشطة التي يتم فيها استعمال المواد السائلة (مثل أنشطة التلوين، والفنون المختلفة).
يهدف المتحف الوطني من خلال مركز التعلم التابع له إلى إشراك أكبر قدر ممكن من فئات الزوار في البرامج التعليمية التي يقدمها، وقد تم تحديد الفئات الرئيسية التالية من الجماهير المستهدفة:
• المهتمين بالشأن الثقافي والتاريخي: ممثلو مختلف الهيئات والمؤسسات العلمية والثقافية على المستويين المحلي والدولي، إضافة إلى المؤرخين، والفنانين، والحرفيين، والباحثين، والعاملين في القطاع المتحفي.
• الجمهور العام: المواطنون العُمانيون والمقيمون بالسلطنة وعائلاتهم، والسياح الأجانب، والموظفون الشباب (الذين تتراوح أعمارهم بين 25-35 عامًا)، إلى جانب الزوار من ذوي الاحتياجات الخاصة.
• الطلاب: طلاب المدارس (ما دون 18 عامًا)، إلى جانب طلاب الكليات والجامعات.
• القطاعين العام والخاص.

## بطاقة أصدقاء المتحف الوطني
بطاقة عضوية، تم تدشينها بتاريخ 3 أكتوبر 2018م، وذلك خلال الاجتماع الرابع لمجلس الأمناء (آنذاك)، الذي ترأسه حضرة صاحب الجلالة السلطان هيثم بن طارق، سلطان عُمان، رئيس مجلس الأمناء، تهدف البطاقة إلى تقديم خدمات متحفية مميزة، كالدخول المجاني إلى قاعات العرض الدائمة والمؤقتة، والسماح بدخول مرافق واحد مع حامل البطاقة بدون رسوم، كما يحصل العضو على مجموعة من التخفيضات على إصدارات المتحف المتنوعة، وعلى منتجات محل الهدايا ذات الجودة العالية والمستوحاة من اللقى المعروضة في المتحف، ولحاملي بطاقة العضوية فرصة لحضور المحاضرات وورش العمل التي يقدمها خبراء متخصصين في مجالات متعددة.
يتم الحصول على البطاقة من خلال تعبئة استمارة خاصة، تجدد سنويًا بقيمة خمسة وعشرون ريالًا عمانيًا.

## بطاقة أصدقاء متاحف عُمان
بعد مرور عام على بطاقة أصدقاء المتحف الوطني، تم تدشين بطاقة أكثر شمولية، تضم مجموعة من المؤسسات الثقافية في السلطنة وهي بطاقة أصدقاء متاحف عُمان، وذلك في مطلع عام 2020م، خلال الاجتماع الخامس لمجلس الأمناء، تهدف البطاقة إلى تقديم مجموعة من الخدمات الحصرية لحامليها في المؤسسات المشاركة وهي: المتحف الوطني، ودار الأوبرا السلطانية (مسقط)، ومتاحف وزارة التراث والسياحة وهي: متحف التاريخ الطبيعي، والمتحف العُماني الفرنسي، ومتحف الطفل، ومتحف المدرسة السعيدية للتعليم التابع لوزارة التربية والتعليم.

## قسم الحفظ والصون
يقوم القسم برصد حالة المقتنيات واتخاذ القرارات فيما يتعلق بالحفظ والصون، وتحديد الخدمات المطلوبة بالتنسيق مع الدوائر والجهات المعنية، والعناية بالمقتنيات والمحافظة عليها من خلال الإشراف على تطوير قاعدة البيانات العلمية، والإشراف على المعامل والمخازن، وتخزين المقتنيات، ويقوم بتطوير المقتنيات الخاصة بالمتحف وتنظيمها والحفاظ عليها، من خلال العناية بها والاهتمام بحالتها وسلامتها المادية والشكلية على المدى الطويل وتنفيذ كافة العمليات المرتبطة بإدارة مخازن المقتنيات ومعامل الحفظ والصون طبقاً للقواعد واللوائح المنظمة لهذا القطاع، والإشراف على عمليات نقل وتخزين مقتنيات المتحف وغيرها من المقتنيات المحفوظة بشكل ثابت أو مؤقت ويقوم بتسجيل البيانات الخاصة بالمخازن آلياً ويدوياً وفق طبيعة العمل واستخراج الاستمارات اللازمة بالمواد الكيميائية.
هذا بالإضافة إلى وضع وتنفيذ برنامج دوري لحفظ وصون المقتنيات التي في عهدة المتحف، كما يقوم قسم الحفظ والصون بتقديم ورش عمل وفعاليات ليتفاعل معها الزوار، ولنشر التوعية عن طرق الترميم وأهميته.

## أوقات عمل المتحف الوطني
| الأيام   | ساعات العمل              |
| -------- | ------------------------ |
| السبت    | 10:00 صباحًا ــ 5:00 مساءً |
| الأحد    | 10:00 صباحًا ــ 5:00 مساءً |
| الإثنين  | 10:00 صباحًا ــ 5:00 مساءً |
| الثلاثاء | 10:00 صباحًا ــ 5:00 مساءً |
| الأربعاء | 10:00 صباحًا ــ 5:00 مساءً |
| الخميس   | 10:00 صباحًا ــ 5:00 مساءً |
| الجمعة   | 2:00 ظهرًا ــ 6:00 مساءً   |

## رسوم دخول المتحف الوطني
| الفئة                                                  | الرسم بالريال العُماني لكل فرد |
| ------------------------------------------------------ | ----------------------------- |
| المواطنون، ومواطنو دول مجلس التعاون لدول الخليج العربي | 1/000 ريال عُماني              |
| الأجانب المقيمون بالسلطنة                              | 2/000 ريال عُماني              |
| الأجانب الغير المقيمين بالسلطنة                        | 5/000 ريال عُماني              |

## الفئات المعفاة من رسوم دخول المتحف الوطني
| الفئة | الملاحظات                                                                                       |
| --- | ----------------------------------------------------------------------------------------------- |
| ضيوف السلطنة من هم في حكم أصحاب المعالي سواء كانت الزيارة بصفة رسمية أو غير ذلك، وكذلك الضيوف عن طريق ديوان البلاط السلطاني وشؤون البلاط السلطاني.        | أن يتم التنسيق مع إدارة المتحف الوطني بوقت كافي، وأن تكون الزيارة حسب المواعيد المخصصة للزيارة. |
| المرافقون للوفود الرسمية أو غير ذلك (من الجانب العماني).                                                                                                  | بشرط التنسيق المسبق من إدارة المتحف.                                                            |
| المرشدون المرافقون للمجموعات السياحية. | مرشد أو سائق مركبة واحد لكل مجموعة.                                                             |
| الأدلاء (المرشدون) السياحيون المرخصون من قبل وزارة السياحة.                                                                                               | بشرط إبراز بطاقة سارية المفعول صادرة من وزارة السياحة.                                          |
| مرشدو الفنادق (concierge) العاملون بالفنادق المرخصة بالسلطنة.                                                                                             | بشرط إبراز ما يثبت ذلك.                                                                         |
| موظفو المتاحف العامة والخاصة العاملة بالسلطنة، وأعضاء المجلس الدولي للمتاحف (ICOM)، والمجلس الدولي للمعالم والمواقع (ICOMOS) التابعين لمنظمة (اليونيسكو). | بشرط إبراز ما يثبت ذلك.                                                                         |
| ممثلو وكالات الانباء ووسائل الإعلام (التلفزيون والإذاعة والصحافة المطبوعة والرقمية).                                                                      | بشرط أن تكون الصحافة بغرض الترويج إعلاميًا للمتحف تحديدًا.                                        |
| فئة كبار السن فوق (60) سنة (المواطنون العُمانيون ومواطنو دول مجلس التعاون لدول الخليج العربية والمقيمون بالسلطنة).                                         | بشرط إبراز ما يثبت الهوية والسن. لا ينطبق على فئة الكبار من السياح الأجانب.                     |
| الأطفال تحت سن (6) سنوات. طلاب المدارس، المعاهد، الكليات، والجامعات (إلى سن 25 عامًا).                                                                     | أيًا كانت جنسياتهم وسواءً كانوا مقيمين أو سياحًا، بشرط إبراز ما يثبت ذلك.                          |
| الرحلات المدرسية والجامعات. | سواءً كان الحجز بشكل مسبق أو غير ذلك.                                                            |
| المعلمون المرافقون لمجموعات طلاب المدارس والكليات والجامعات في الزيارات المنسقة مسبقًا.                                                                    | معلم واحد لكل عشرة طلاب.                                                                        |
| أسرة الضمان الاجتماعي. | شرط إبراز ما يثبت ذلك.                                                                          |
| الأشخاص من ذوي الإعاقة. | بشرط إبراز ما يثبت ذلك.                                                                         |
| مرافقو ذوي الإعاقة. | مرافق واحد لكل فرد من ذوي الإعاقة.                                                              |

## معرض الصور

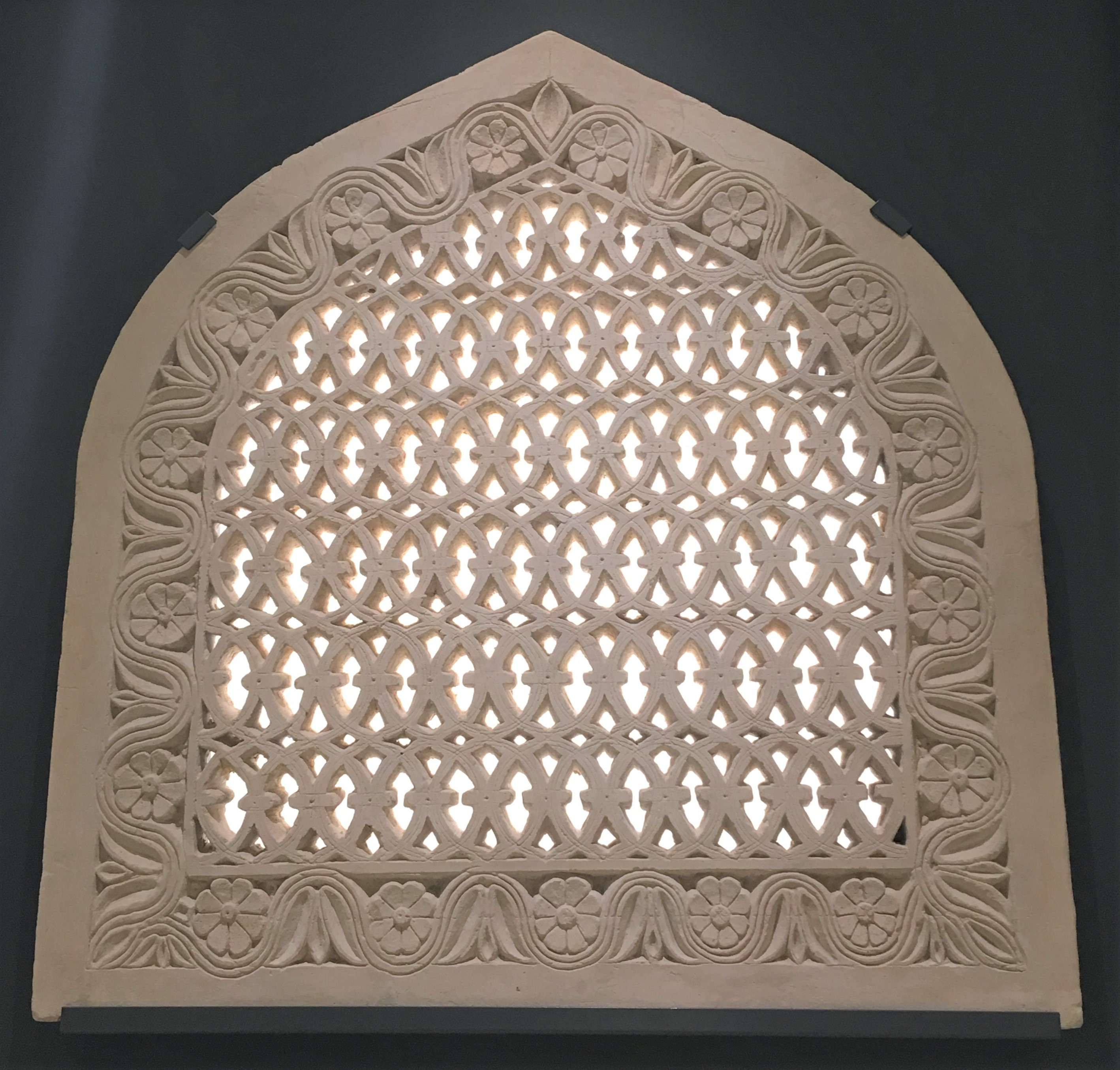
مَشْرَبِيَّةٌ (جَصٌّ حَوَالَيْ القَرْنِ 13هـ/19م )
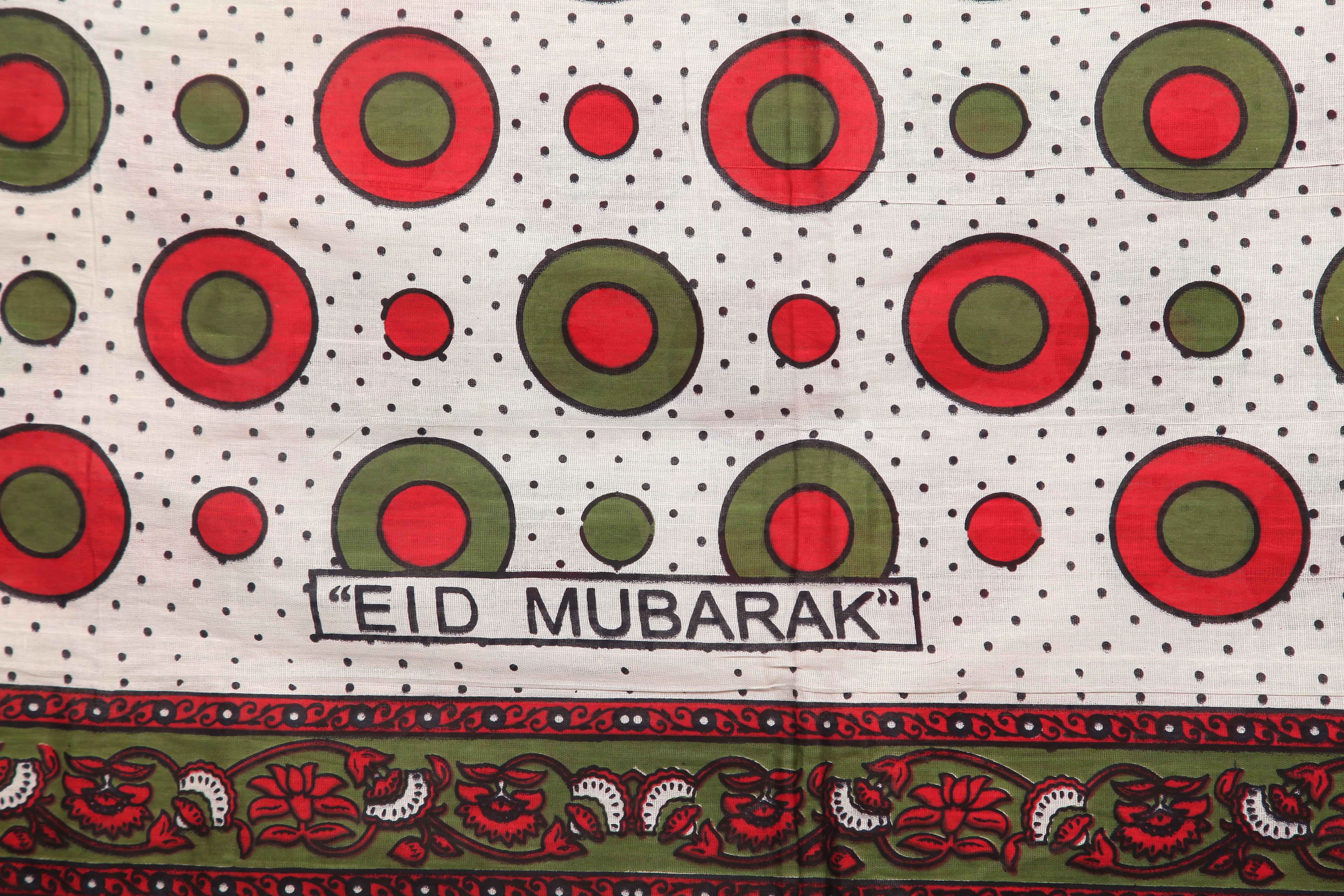
غطاء للرأس (ليسو/وقاية) في مطلع القرن 21م
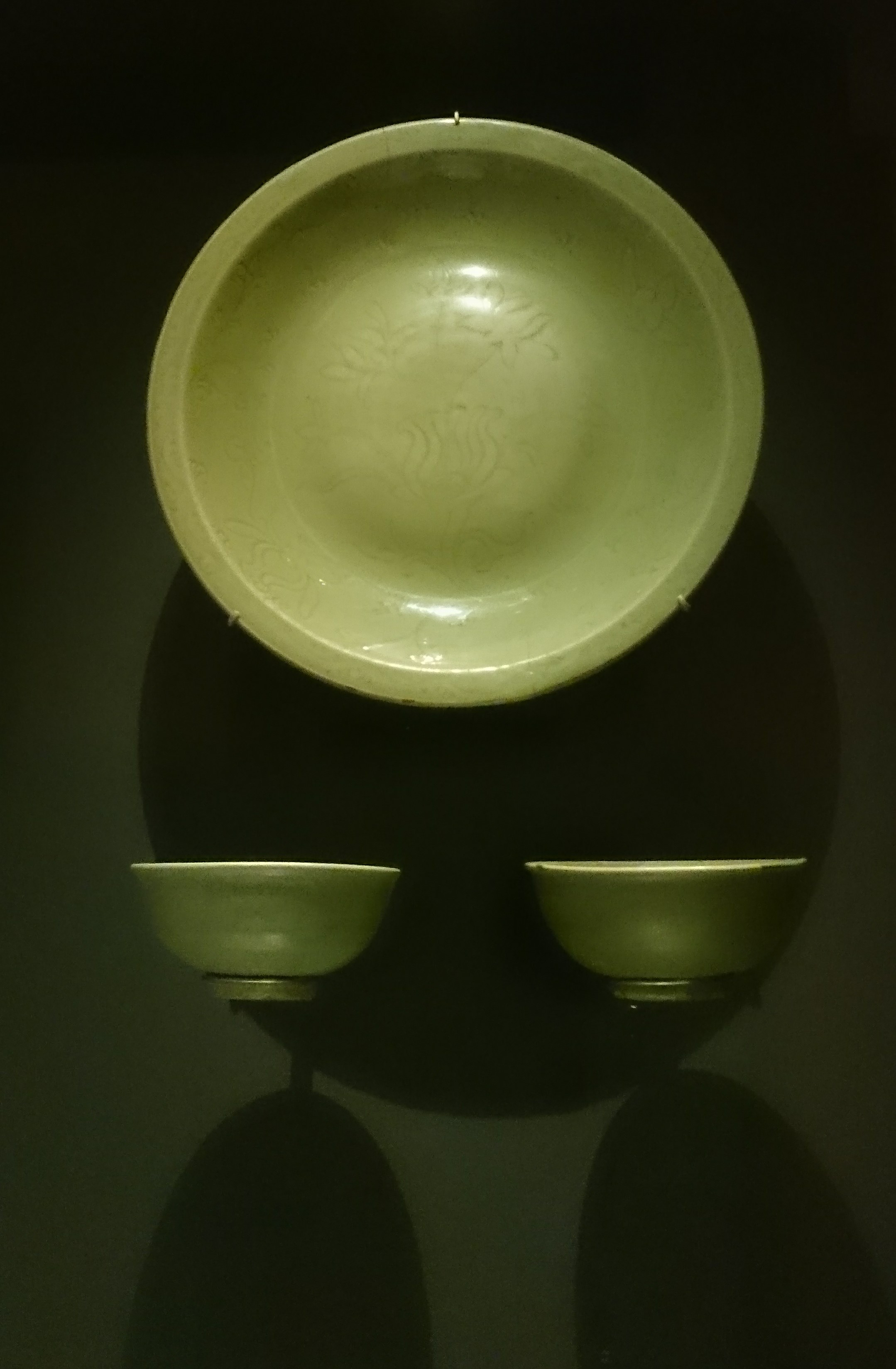
خَزَفٌ فَاخِرٌ لِلنُّخْبَةِ
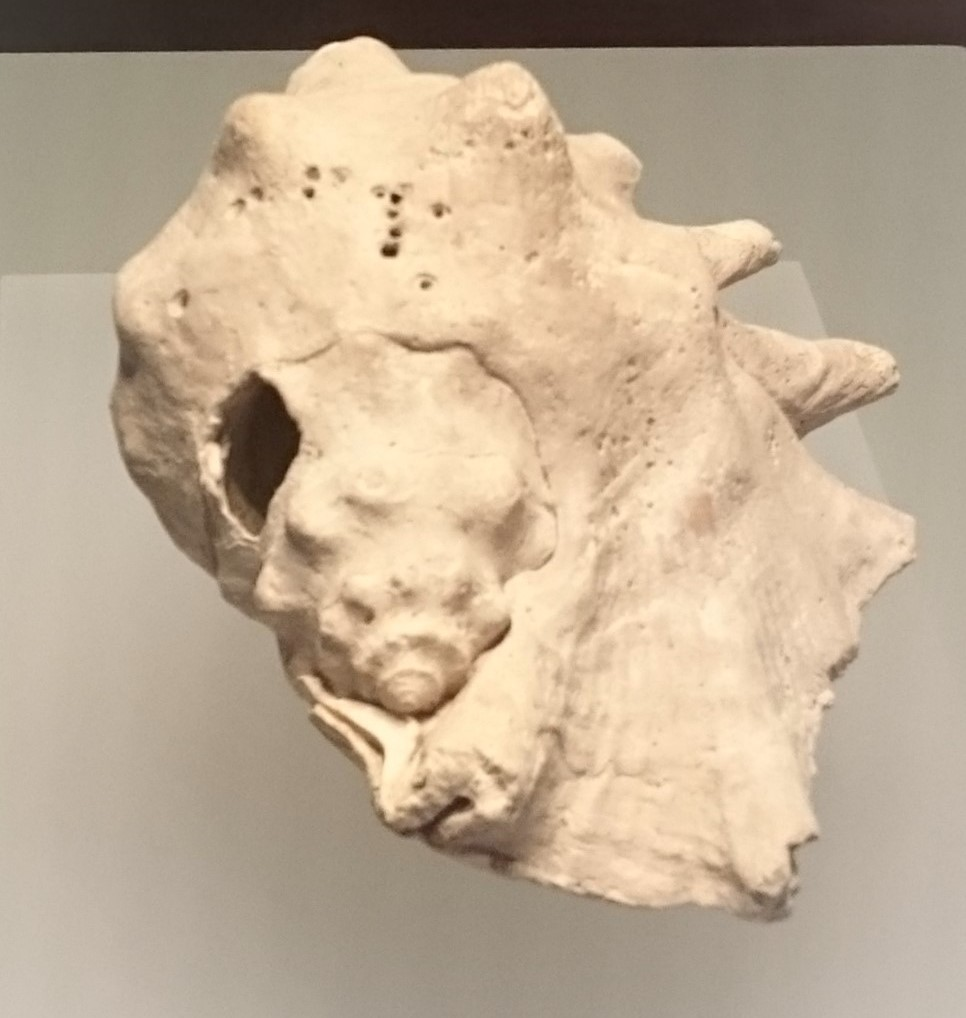
أَقْدَمُ آلَةٍ مُوسِيقِيَّةٍ فِي عُمَانَ(5000–4000ق.م. )(العَصْرِ الحَجَرِيِّ المُتَأخِّرِ)
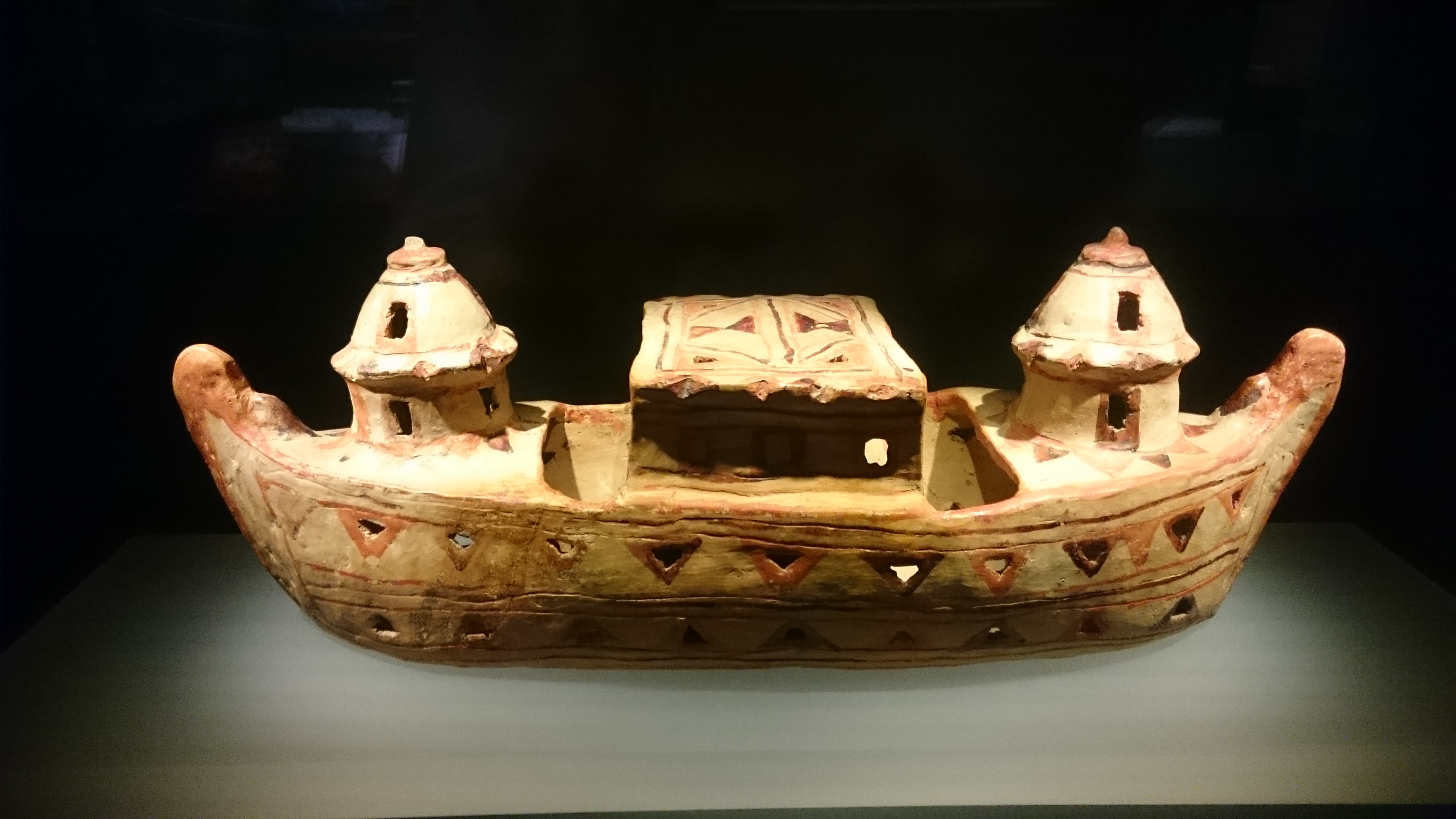
يَبْلُغُ عُمْرُهَا (100) عَامٍ تَقْرِيبًا. مَا هِيَ؟!
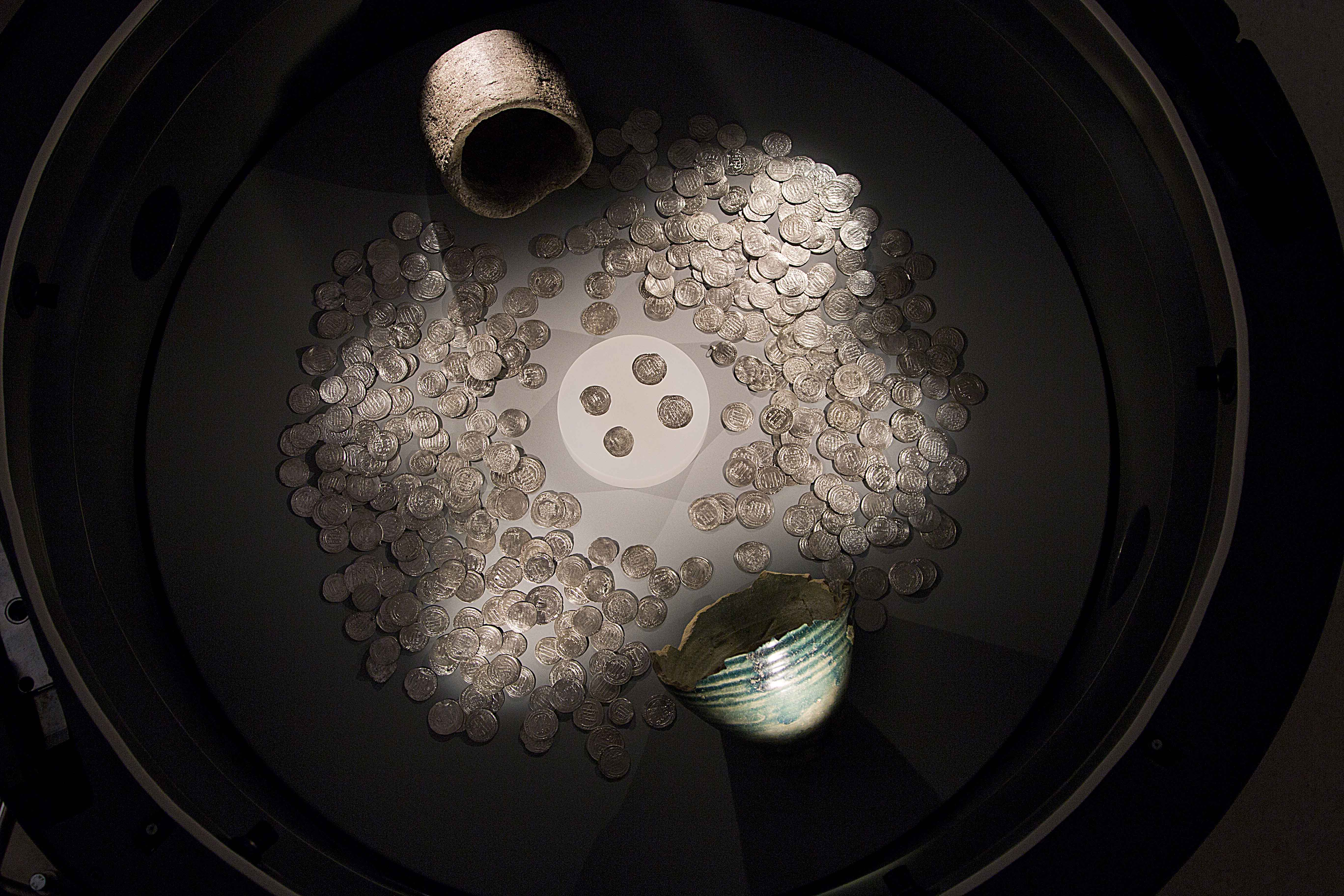
كَنْزُ صِدَامَةَ (الوُقْبَةَ)

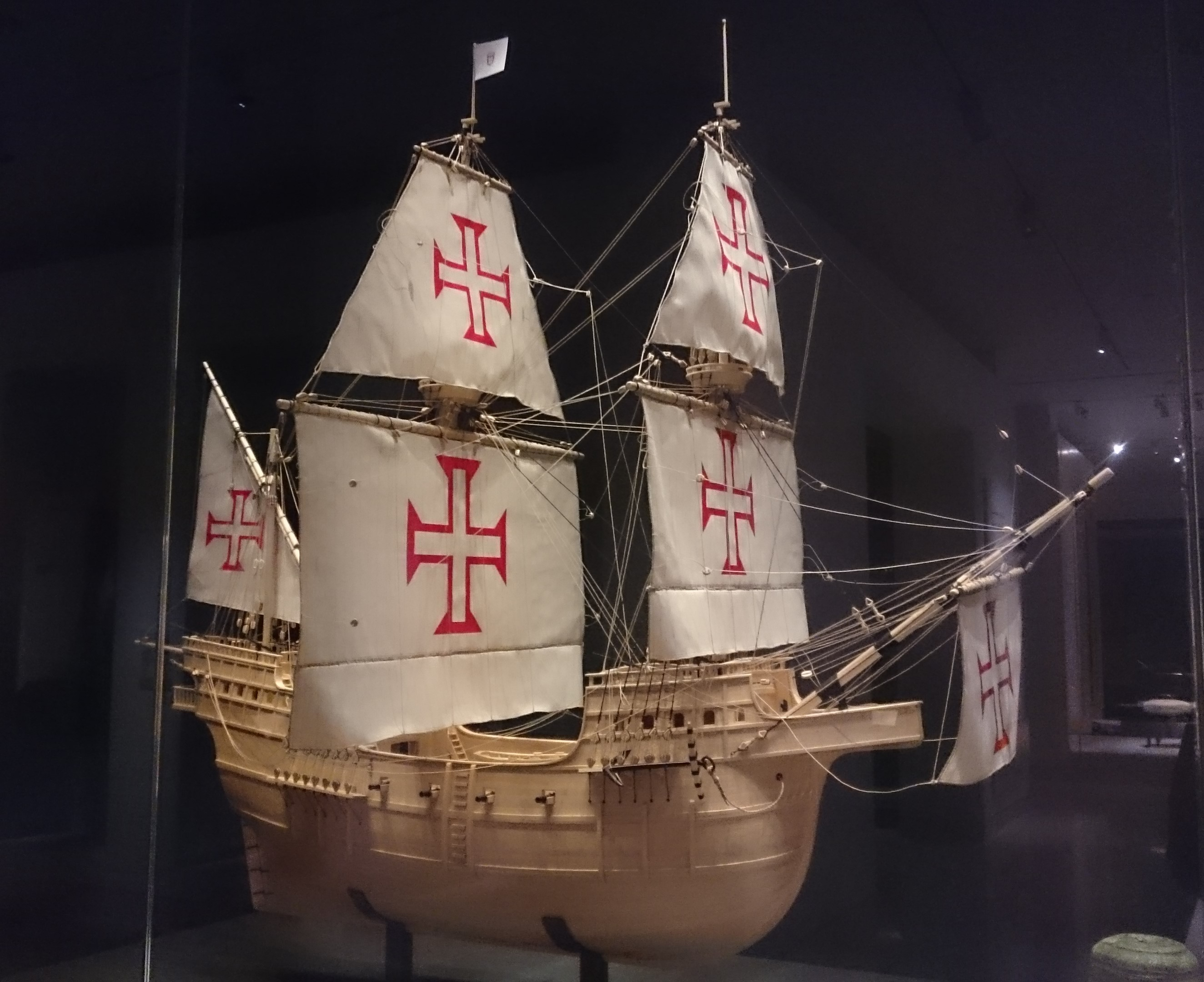
مُجَسَّمٌ لِسَفِينَةِ (نَاو) البُرْتُغَالِيَّةِ
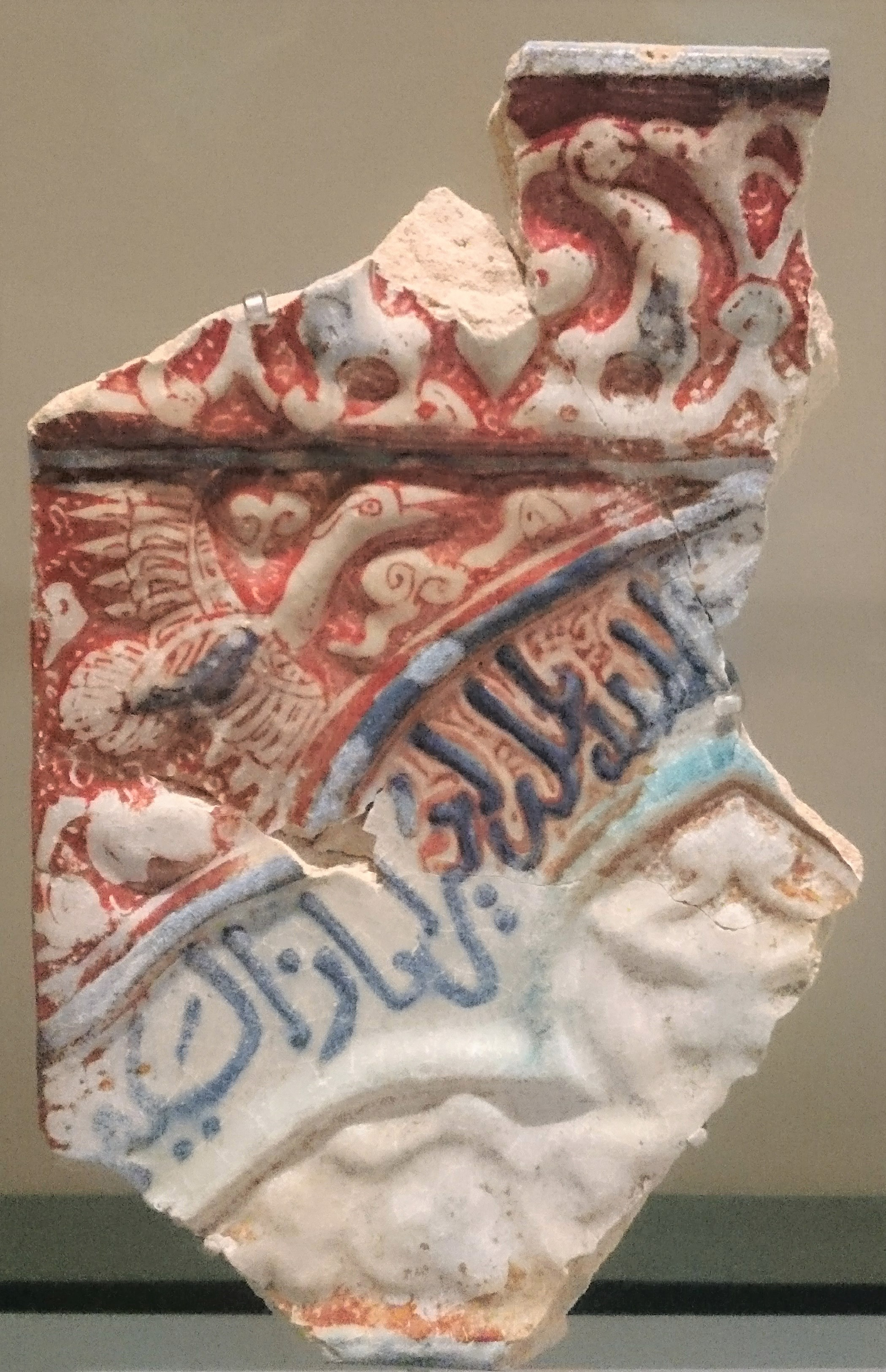
جُذَاذَةٌ مِنْ بَلَاطٍ
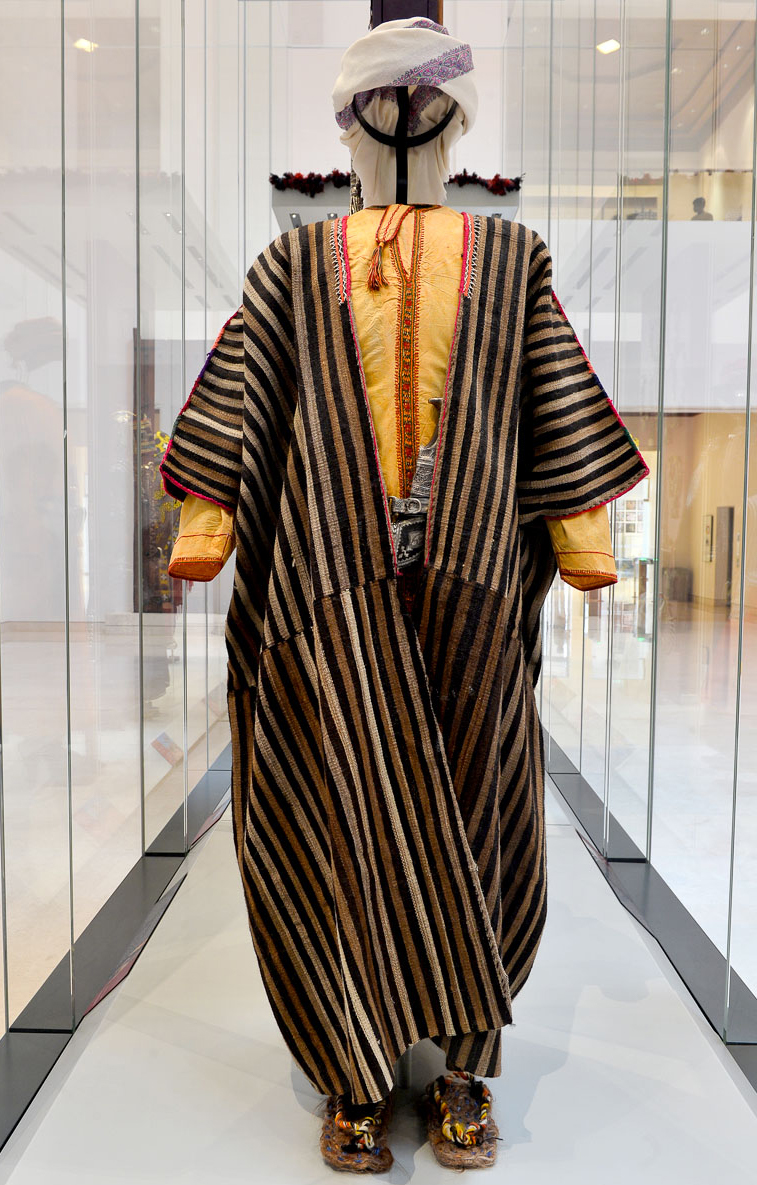
العباءة (مَنْسُول)/صنعه علي بن حمد الكندي/بهلاء، شمال عُمان/صوف أسود منسوج على نَول مجوَّف مع تطريز من القطن/أواخر القرن 20م
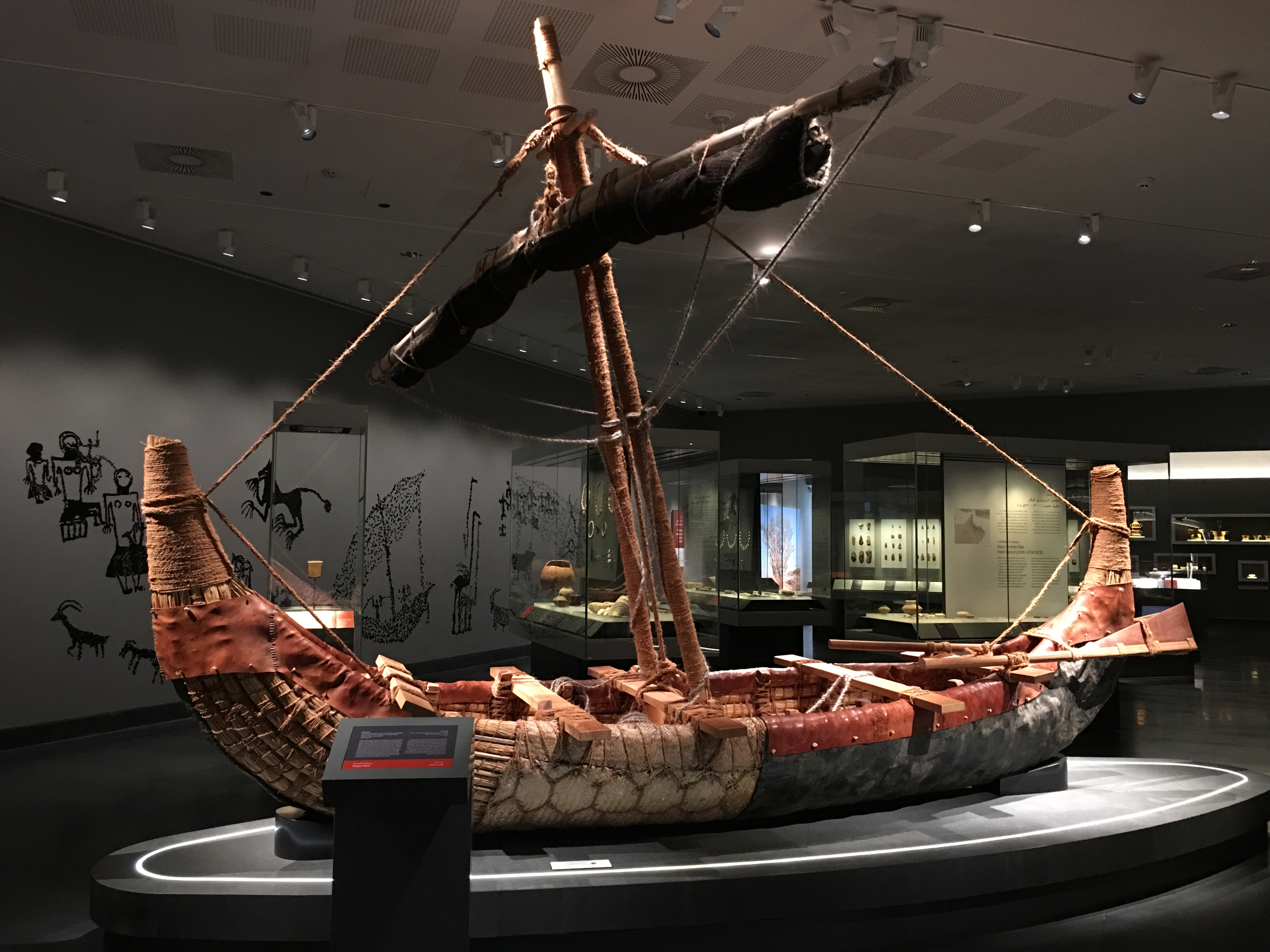
مُجَسَّمٌ لِلسَّفِينَةِ (مَاجَانَ)
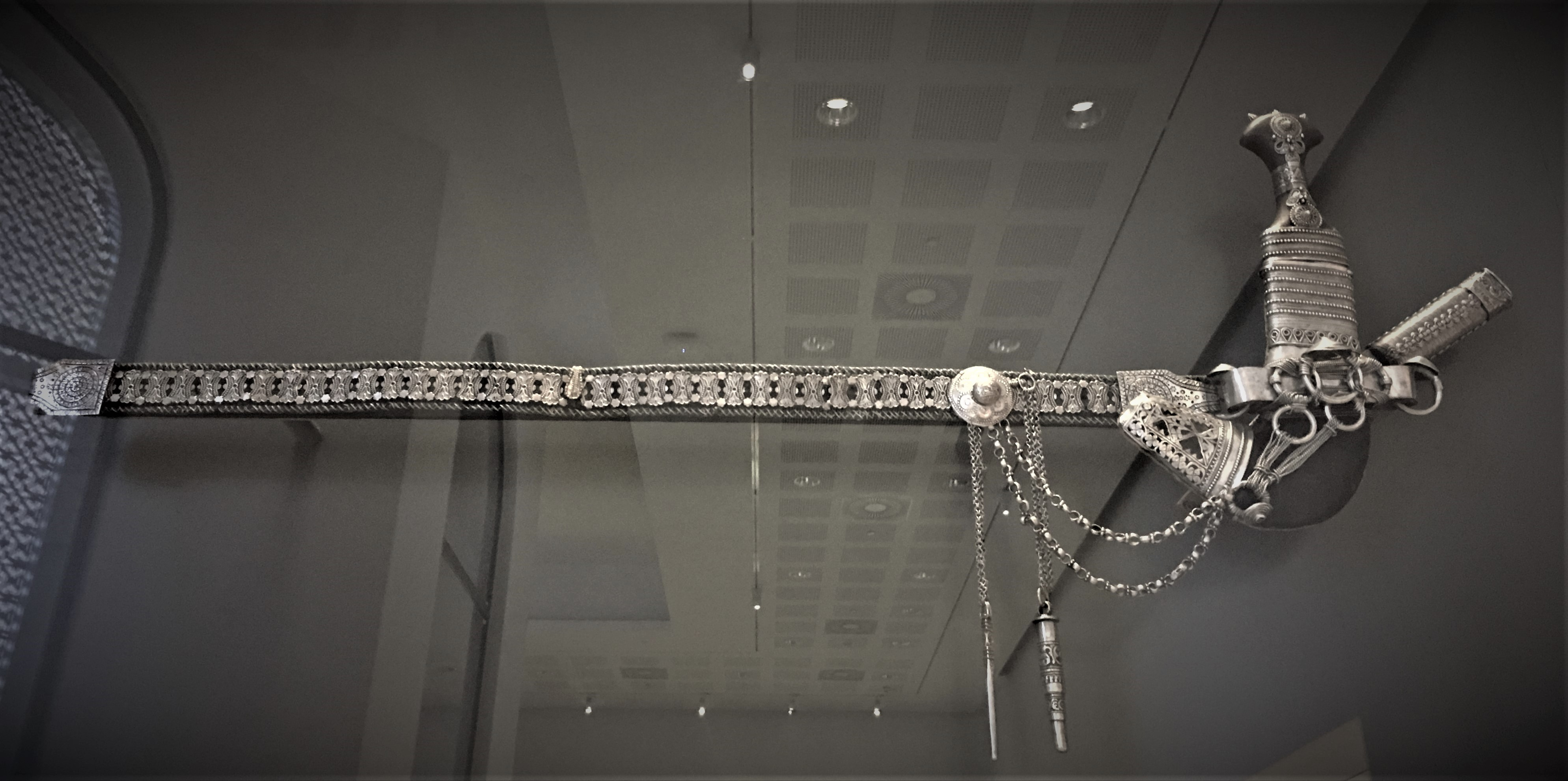
الخِنْجَرُالسَّعِيدِيُّ
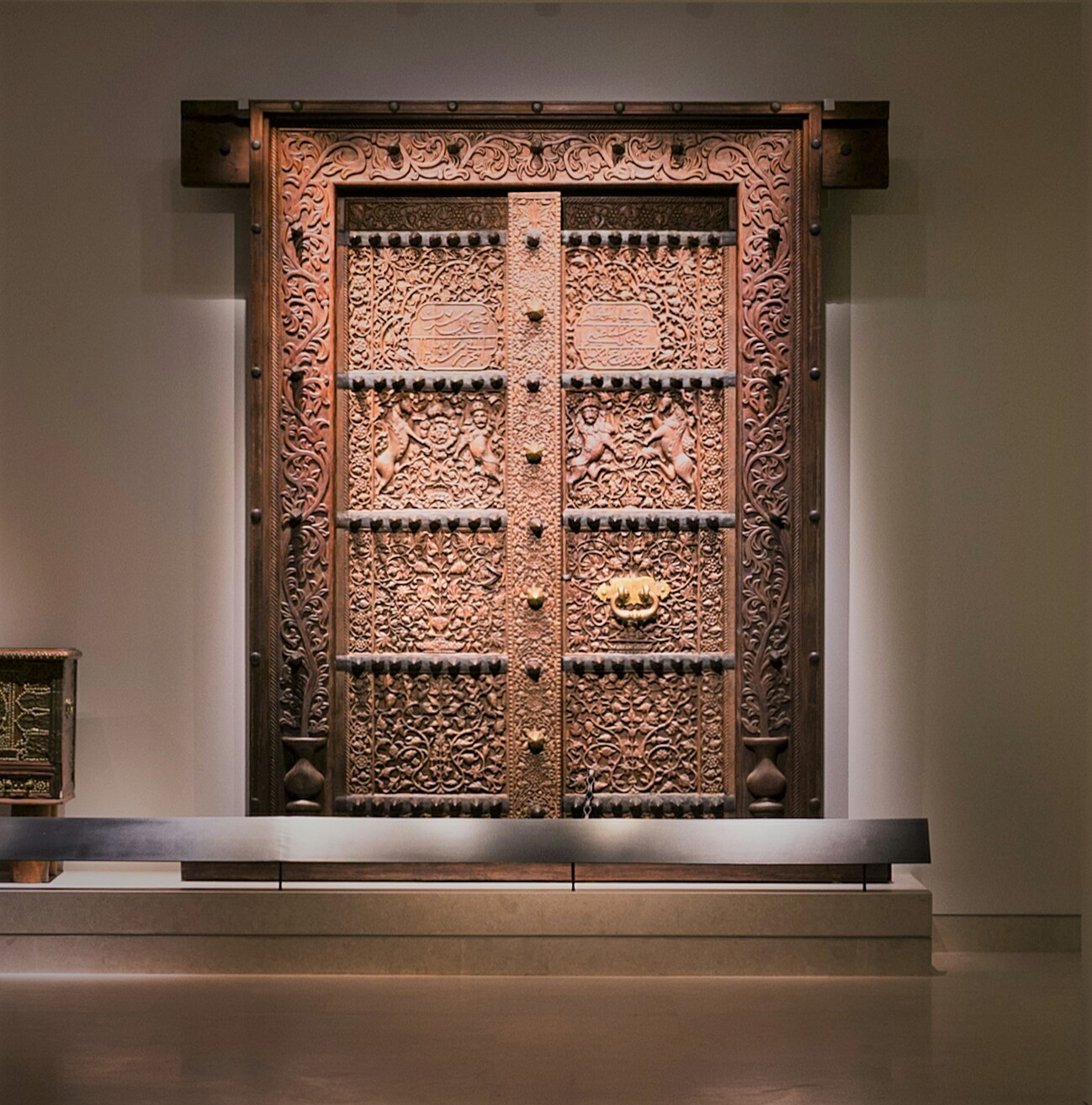
بَابُ حِصْنِ الشِّبَاكِ
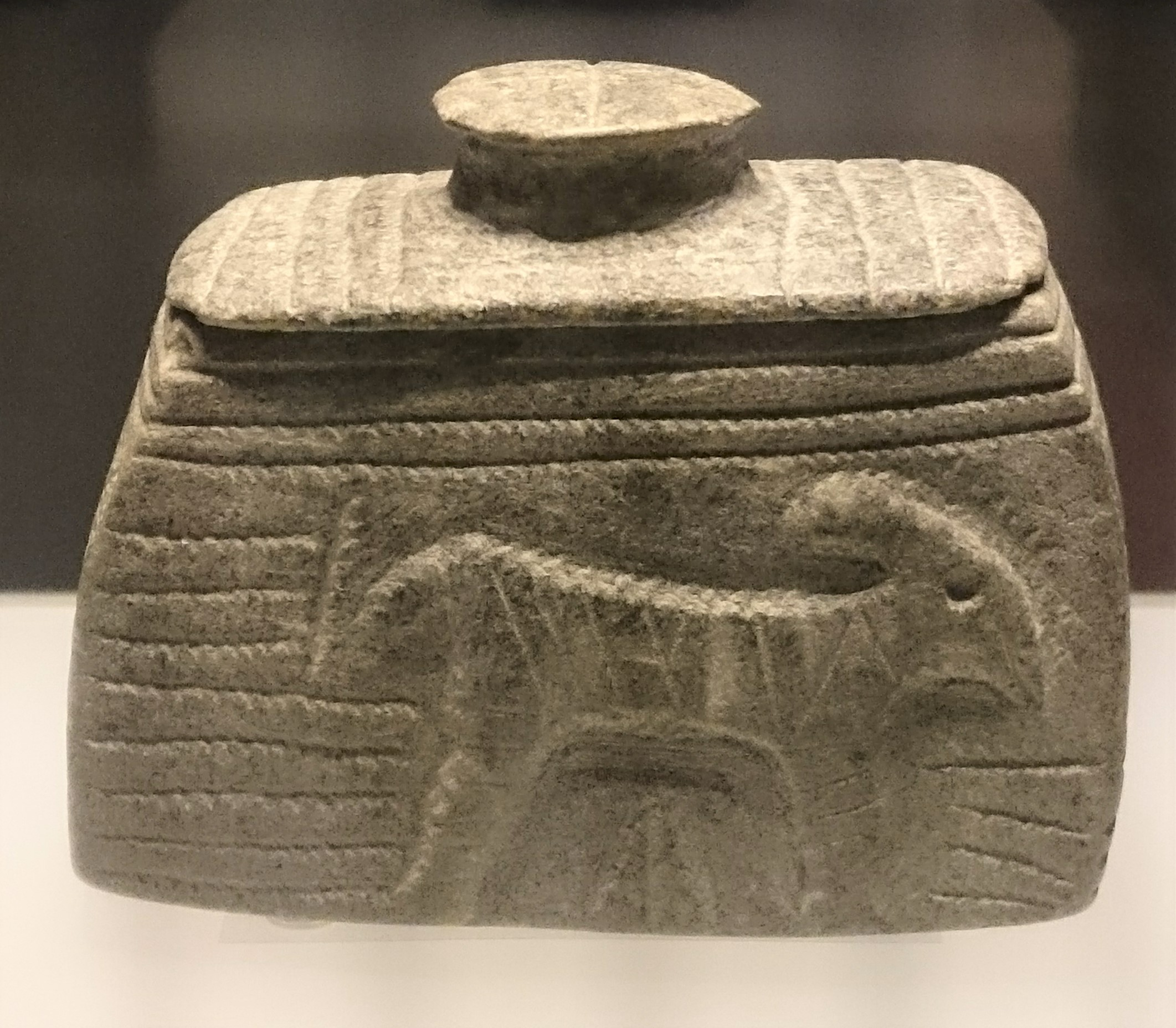
وِعَاءٌ (حجر صابوني)
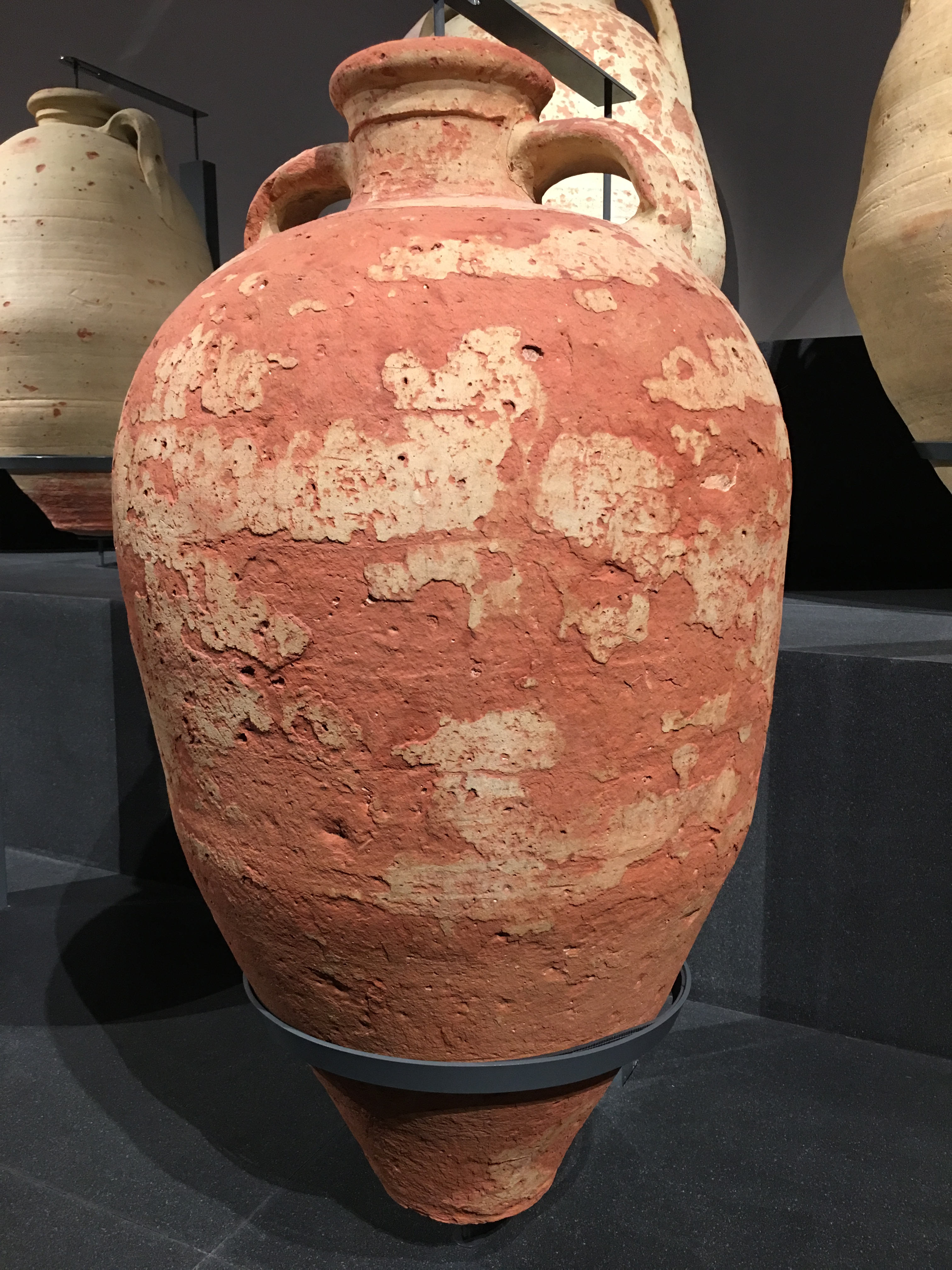
جِرَارٌ كبِيرَةٌ